# Bulla Regia

Plano general de los restos de Bulla Regia
Leyenda : 1. Cisternas ; 2. Monumento en opus reticulatum ; 3. Cisternas ; 4. Conjunto monumental ; 5. Arco de triunfo ; 6. Fuerte bizantino ; 7. Templos ; 8. Termas de Julia Memmia ; 9. Edificio de Diana ; 10. Peristilo de casa ; 11. Casa del tesoro ; 12. Casa n.º3 ; 13. Casa n.º 7 ; 14. Basílicas cristianas ; 15. Casa n.º2 ; 16. Casa del pavón ; 17. Insula de la casa n.º1 ; 18. Casa de la caza ; 19. Casa de la nueva caza ; 20. Tumbas ; 21. Casa n.º9 ; 22. Casa n.º10 ; 23. Casa de la pesca ; 24. Casa n.º15 ; 25. Casa de Anfítrite ; 26. Termas de Venantii ; 27. Termas del noreste ; 28. Casa n.º 8 ; 29. Casa n.º11 a 14 ; 30. Ninfeo ; 31. Forum ; 32. Capitolio ; 33. Templo de Apolo ; 34. Basílica ; 35. Mercado ; 36. Casa n.º4 ; 37. Casa n.º 5 ; 38. Construcciones sin identificar ; 39. Termas al noroeste del teatro ; 40. Teatro ; 41. Termas al este del teatro ; 42. Primera explanada monumental ; 43. Templo de Isis ; 44. Segunda explanada monumental ; 45. Muro de contención ; 46. Casa ? ; 47. Grandes termas del sur ; 48. Iglesia de Alejandro

Bulla Regia (بولا ريجيا) es un yacimiento arqueológico situado en el noroeste de Túnez, más concretamente en el lugar antiguamente denominado Hammam-Derradji - este topónimo fue fijado por el arqueólogo, diplomático y miembro del Instituto de Francia, Charles-Joseph Tissot, no siendo usado más después de Gilbert-Charles Picard. — a 5 kilómetros al norte de Jendouba.
Antiguamente situada en la ruta que unía Cartago e Hippo Regius (actual Annaba) el yacimiento fue objeto de búsquedas arqueológicas parciales, que permitieron averiguar la antigüedad de la ocupación y conocer un elemento característico de la arquitectura doméstica en la época romana : la construcción de un piso subterráneo que prosigue el plano de las casas, particularidad que plantea un problema debido a la ausencia de utilización de planes similares en otras regiones cálidas del Imperio romano.

## Localización y geología

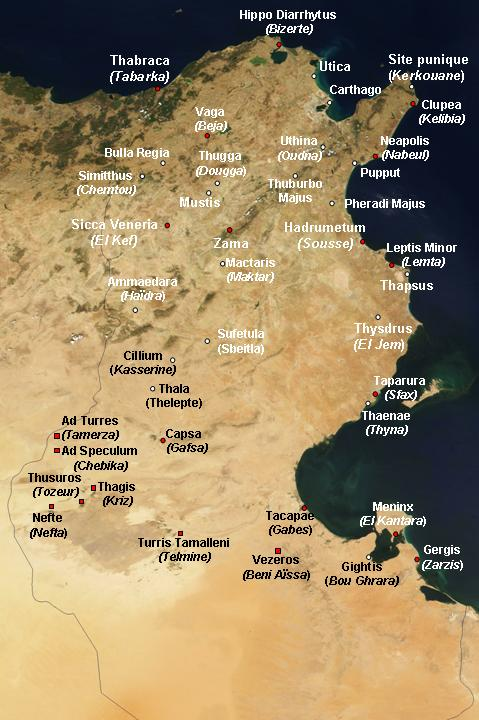
Yacimiento de Bulla Regia al oeste de la Tunicia antigua

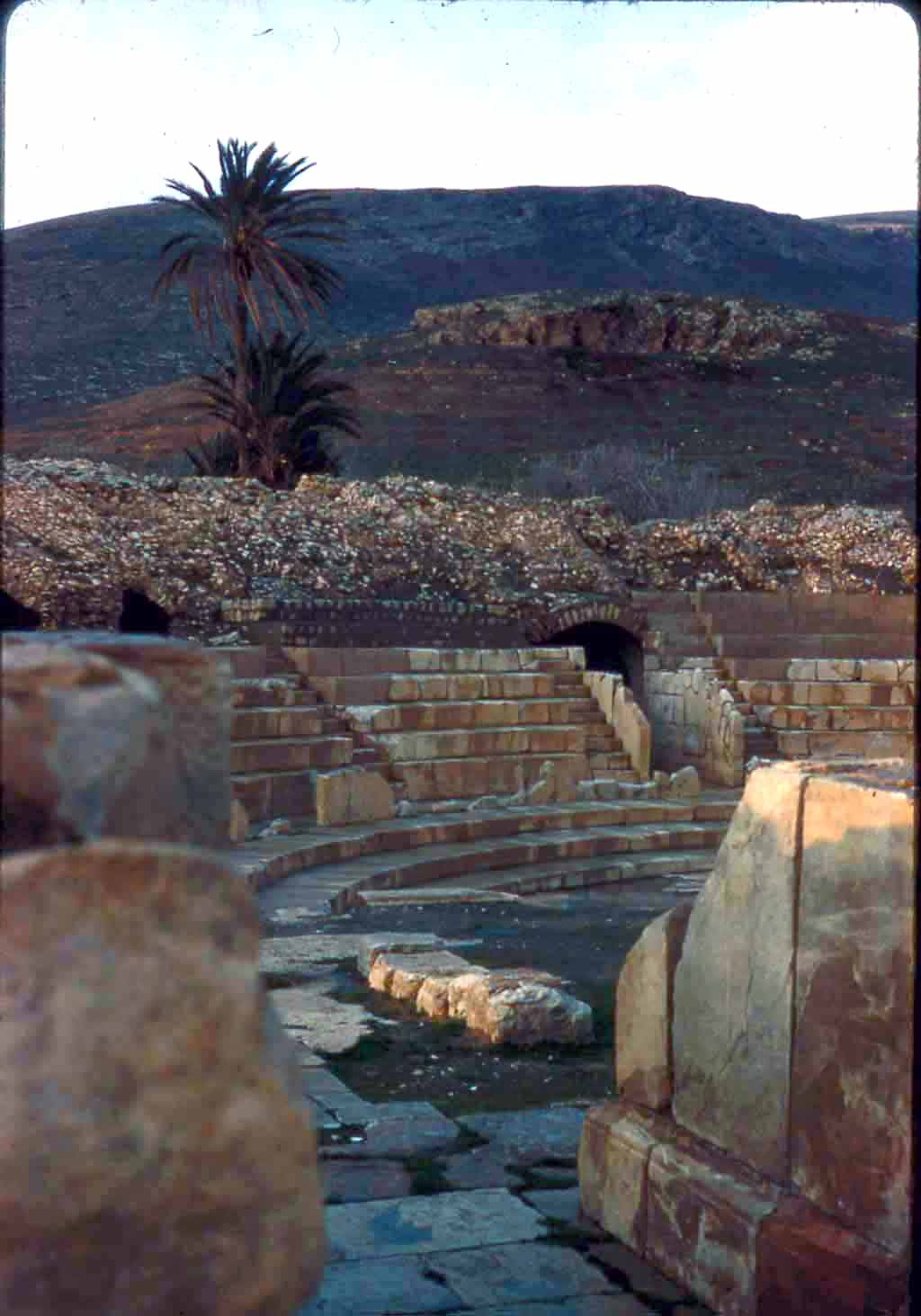
Vista de la colina de Chemtou desde el teatro

El yacimiento se encuentra en el valle medio del actual Meyerda (antigua Bagradas) - Las Grandes Llanuras de los autores antiguos - al pie de Djebel R’bia que se eleva hasta los 649 metros y en medio de un terreno rico y cerealista que suscitó la creación precoz de una ciudad.
Su posición en la encrucijada de un eje este-oeste, uniendo Hippo Regius a Cartago, y el norte-sur, uniendo el Sahel al mar a través de la Krumiria, ha sido destacado por Yvon Thébert. Además, la proximidad del yacimiento de Chemtou y de sus canteras ricas de mármol númida pudo contribuir de manera sustancial al enriquecimiento de la ciudad. Pudo beneficiarse de la infraestructura construida para la exportación del mármol con el fin de exportar su producción cerealista, por lo menos en parte.

## Historia antigua del yacimiento

### Orígenes de la ciudad antigua

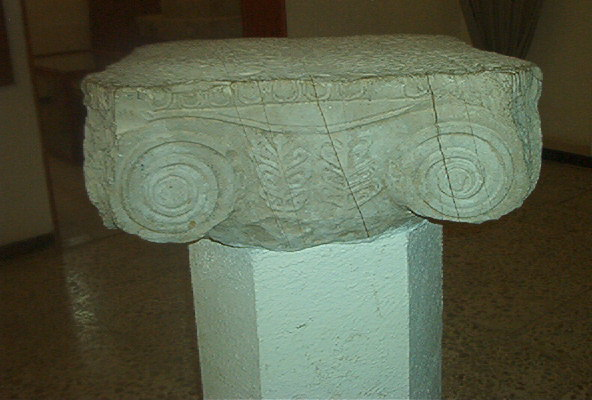
Capitel jónico subsistente del templo dedicado a Tanit (museo del yacimiento)

Los orígenes bereberes de Bulla Regia son probablemente anteriores a su cultura púnica. Existen numerosos testimonios en el yacimiento de una ocupación más antigua: necrópolis megalítica situada al sur del parque arqueológico actual y muy bien conservado, tumbas en pozos y estelas neo-púnicas. Además, se ha encontrado cerámica griega fechada en el siglo IV a. C.
En el siglo III a. C. la ciudad estaba bajo la influencia de Cartago ya que existen inscripciones que revelan la presencia de un culto al dios Baal Hammon y el entierro de los muertos en urnas funerarias de tipo púnico. El museo local conserva elementos de un templo dedicado a Tanit, además de un tesoro monetario de electrum y dinero acuñado en Cartago. datados en el 230 a. C. y que se ha descubierto en las excavaciones de la "Casa de la Caza". Las excavaciones desvelan una integración de la ciudad en esa época en el comercio del Mediterráneo, por la diversidad geográfica de los descubrimientos.

### Ciudad númida
La ciudad formaba parte con toda seguridad del territorio invadido por las tropas romanas en el 203 a. C., al final de la segunda guerra púnica.
En el 156 a. C. se convirtió en la capital del reino númida de Masinisa permaneciendo como un reino cliente de Roma pero recuperó las "tierras de sus antepasados" (según una inscripción). La ciudad recibió entonces su epíteto de "real" (Regia). Las ciudades númidas reales eran entonces capitales secundaria o elementos del ámbito real, con un rol tanto económico como político.
En esta época, las calles estaban organizadas según un plan ortogonal de tipo helenístico que reemplazaba en parte el antiguo plan de callejuelas y de insulae. La ciudad númida, adaptada al relieve se extendía sobre una superficie aproximada de 30 hectáreas; estaba protegida por una muralla de bastante grosor de la que aún se conservan algunos restos.
Fue sin duda en Bulla Regia donde Pompeyo mató al hijo de Massinissa, Hiarbas, en el 81 a. C.
·

### Ciudad africana romanizada

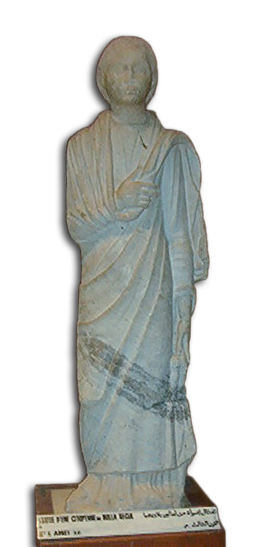
Estatua romana en el museo del yacimiento

Después de la batalla de Tapso, los romanos retomaron el control directo de la ciudad en el 46 a. C., con motivo de la organización de la provincia de África por Julio César que recompensó la conducta (sin duda neutra) de Bulla Regia en las guerras civiles que hacían furor en Roma. Le otorgó entonces el estatuto de ciudad libre. Además de este título, la ciudad conservó su territorio y su organización política tradicional. Algunas ciudades próximas (Simitthus y Thuburnica) vieron por su parte instalarse sobre su suelo colonias de veteranos.
En el seno de la provincia de África proconsular, la ciudad fue intengrándose en Roma a través de diversos elementos que los buscadores han podido poner en evidencia: la lengua latina se extiende poco a poco, la onomástica ve a los habitantes adoptar los tria nomina típicas y las instituciones políticas locales están inspiradas en las de Italia. 

La ciudad obtuvo el estatuto de municipio con el derecho latino con la dinastía Flavia - sin duda por iniciativa de Vespasiano — pero sin obtener la ciudadanía romana para sus habitantes, como era normal hasta entonces. Esta novedad contribuyó a la integración de las ciudades peregrinas a la romanización. El censo necesario para acceder a las magistraturas locales se instala entonces alrededor de 4.000 o 5.000 sextercios. Bajo el reinado del emperador Adriano se convierte en una colonia honoraria con el nombre de Colonia Aelia Hadriana Augusta Bulla Regia, dando a sus habitantes la plena ciudadanía romana, y dotando de instituciones políticas similares a las de Roma. La villa tuvo entonces un cierto brillo en la región.
Símbolo de la integración a Roma, dos familias de Bulla Regia, los Marcii y los Aradii, después de enriquecerse con el comercio de trigo y aceite, formaron parte del Senado a principios del siglo III. Esta integración no fue por el hecho de una población que fue de un tamaño modesto probablemente - unos pocos miles de habitantes a lo sumo - pero estaba relacionada con la fertilidad de su terreno. Las edificaciones, tanto domésticas como colectivas, nacidas de la filantropía de la élite local, signo evidente de la prosperidad del lugar.
Durante el periodo de emergencia del cristianismo, la ciudad tuvo su propio obispo desde el año 256, marca de la riqueza de sus habitantes y su territorio. Agustín de Hipona consideró la ciudad como totalmente cristinan en el año 399.

### La introducción paulatina de los vándalos y el periodo bizantino
La ciudad estuvo representada en el concilio de Cartago- abierto el 1 de junio de 411- que condenaba el cisma donatista. Agustín de Hipona acusó en esta ocasión a los cismáticos de haber roto los lazos entre la Iglesia católica africana y las Iglesias orientales originales.
Posteriormente la persecución arriana de la época vándala condujo a Bulla Regia a un trágico episodio, la masacre de católicos en la basílica. La ciudad entró en un lento declive bajo el dominio del Imperio bizantino. En esta época, como en todas partes en el final del imperio, la aristocracia local fue capaz de aumentar el tamaño de sus casas a expensas del espacio público: La "habitación del pescador " fue adaptada así para unir dos ínsulae separadas y transformó una vía de comunicación en un callejón sin salida. En la "Casa del tesoro" se encontró un cántaro con monedas bizantinas del siglo VII.
Finalmente, un terremoto destruyó Bulla Regia, con el hundimiento de los pisos superiores sobre los pisos subterráneos.
Sin embargo, los fragmentos de cerámica vidriada aglabíes y fatimíes de los siglos IX y X descubiertos durante las excavación de las termas, hacen creer que existió una ocupación de la ciudad en una época posterior. Tal descubrimiento contradice la hipótesis de una ruptura violenta entre la Antigüedad y la Edad Media árabe-musulmán, Yvon Thébert habla de eso como una "retirada progresiva".

## Elementos del yacimiento

### Plano general de la ciudad

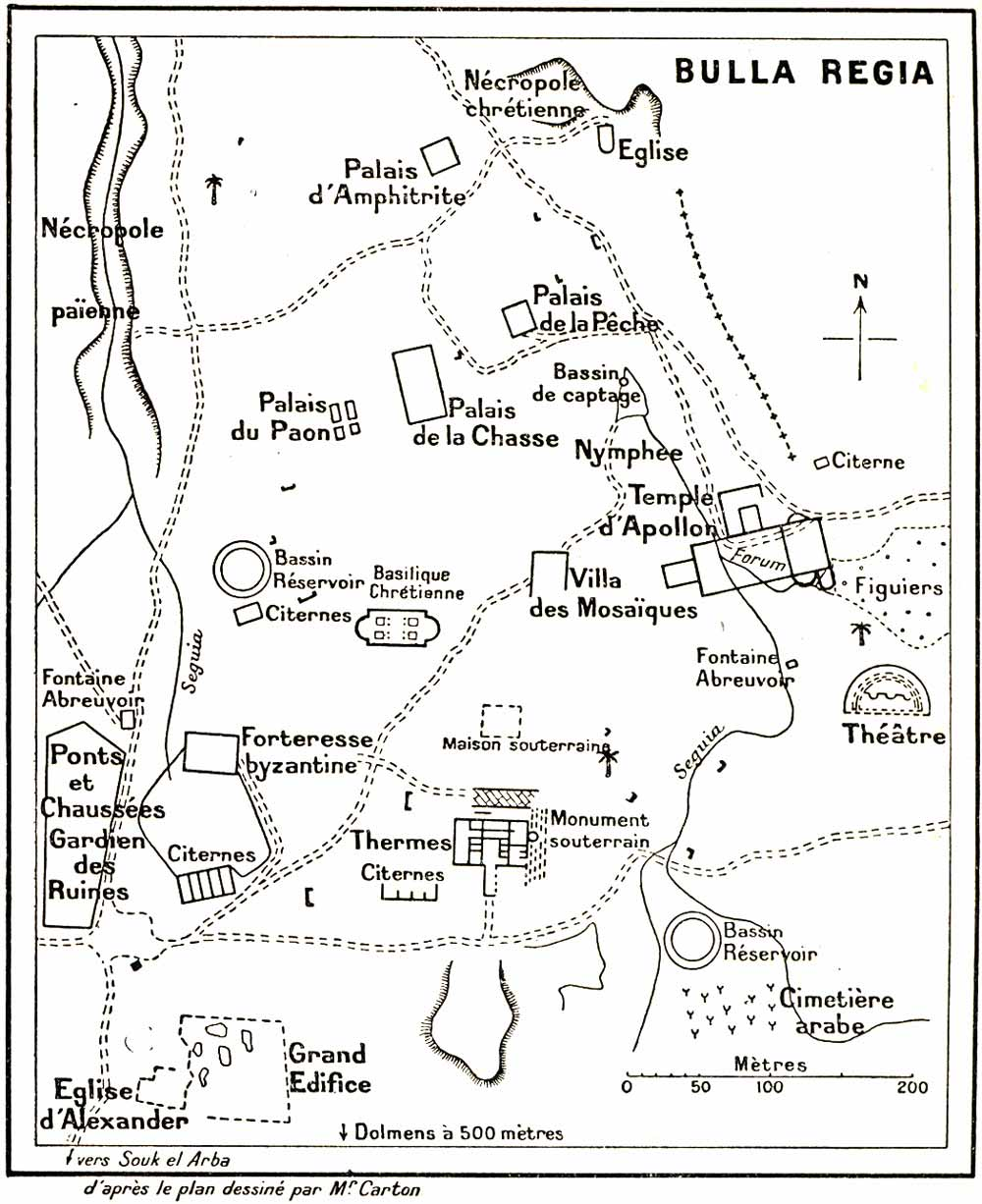
Plano de las excavaciones en el año 1950

Dejando aparte los edificios más importantes descubiertos durante las búsquedas arqueológicas de principios del siglo XX, no se conoce demasiado del plano de la antigua ciudad. En efecto, una parte importante de la ciudad permanece sin excavar hasta la fecha, las búsquedas no han presentado un carácter metódico en los últimos tiempos, particularmente durante la segunda mitad del siglo XX.
Pese a que la ciudad púnica es totalmente desconocida, si que es reconocible la ciudad númida con su plano ortogonal siguiendo el modelo griego.
El proceso de romanización llevó a la ciudad a engalanarse con su monumentos más importantes durante los siglos II y IV, en los momentos de más prosperidad de la provincia. A pesar del conocimiento de un cierto número de elementos monumentales, el urbanismo de la ciudad romana es indeterminado y las excavaciones son insuficientes para hacerse una idea del conjunto. Los arqueólogos pudieron enunciar sin embargo como principio una adaptación al relieve más que la aplicación estricta de un esquema urbano preestablecido. De igual modo, se tuvo que tener en cuenta la existencia de la ciudad antigua para la implantación de los monumentos, por lo tanto su plano no se puede comparar con las fundaciones coloniales ex nihilo.

### Arquitectura privada
Bulla Regia es conocida por sus casas, de las que una veintena han sido objeto de estudio, datadas a partir del reinado del emperador romano Adriano aunque la disposición más específica parece de los siglos III y IV. Tienen la particularidad de estar provistas de un piso subterráneo, reproducción del piso superior pero con menos amplitud, que se encuentra a la misma altura de la calle. Esta solución de un piso enterrado es una solución vinculada, aunque no limitada, a un débil relieve.

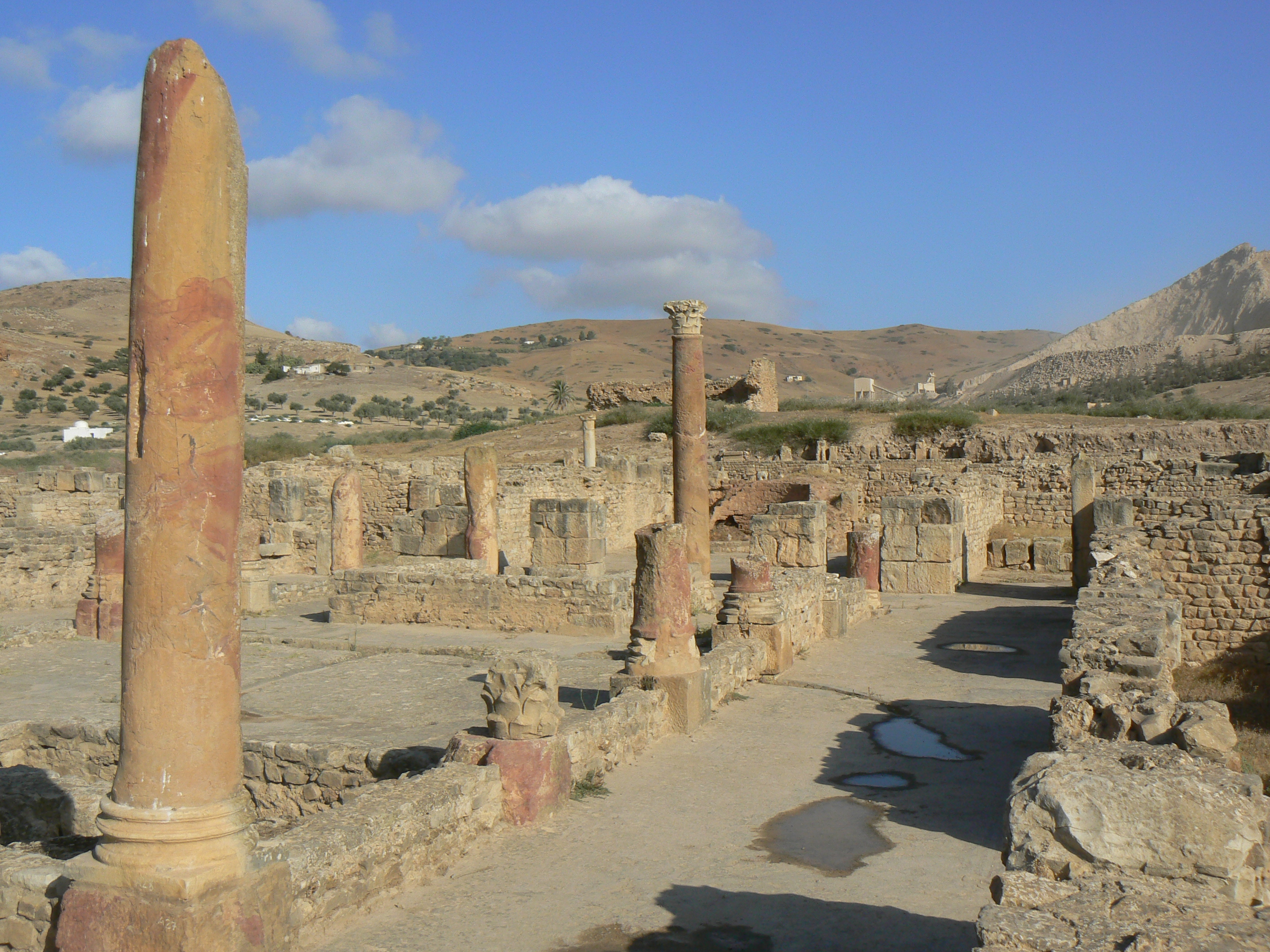
Vista del islote de la caza en superficie

Las cocinas, que requieren un espacio aireado, no se encuentran más que en la parte superiores. Los habitantes encuentran aquí una protección contra el calor y el sol y sin duda también el medio de aumentar la superficie habitable. Esta arquitectura doméstica ofrece tres planos-tipo para estos pisos en subsuelo.

#### Primer tipo: la «Casa de la caza»

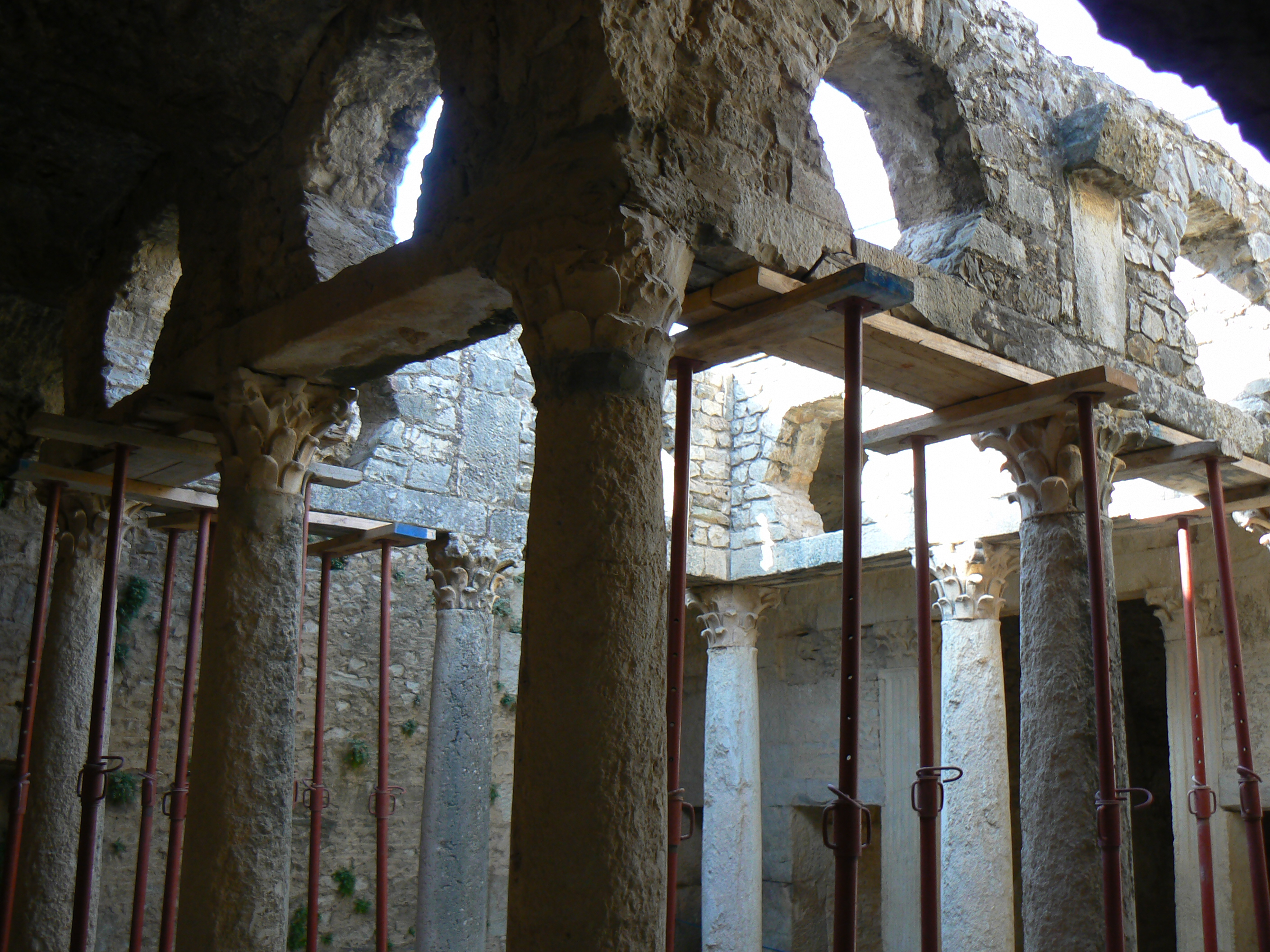
Vista del piso subterráneo de la « Casa de la caza »

En los más ricos hogares, como la "Casa de la caza", las piezas están distribuidas a ambos lados de un pequeño peristilo la fuente central de ventilación y de luz, al acentuar las oberturas secundarias este efecto. Sin embargo, no hay atrio en las casas del África romana, más bien un patio a cielo abierto como en las casas de las medinas árabes o en ciertas viviendas púnicas. La "Casa de la pesca" lleva el nombre de la principal temática iconográfica del decorado de los mosaicos, y es una construcción del mismo tipo.

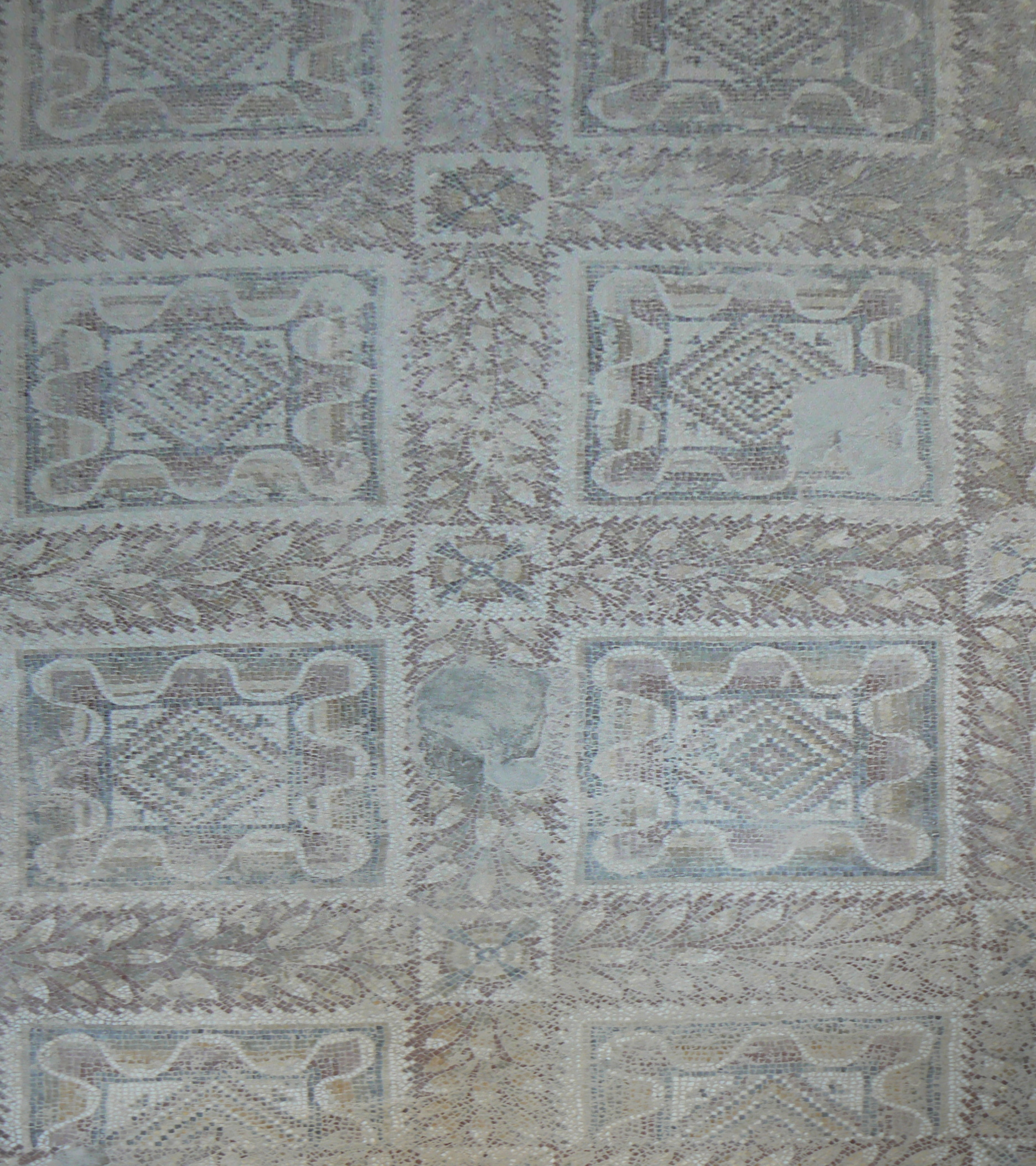
Suelo cubierto de mosaico

La "Casa de la caza" posee un peristilo, que mide 19 por 13 metros, adornado con columnas con capiteles corintios. Además, el piso inferior posee un desdoblamiento del triclinio de la planta baja. La técnica puesta en ejecución, en particular en las bóvedas subterráneas, se conserva en muy buen estado. La "Casa de la caza" constituye el único ejemplo local donde la historia de la ocupación del yacimiento puede seguirse a través de las minuciosas excavaciones, desde la época helenística a la época bizantina, con la implantación de diversas instalaciones como las termas privadas del siglo IV.
Además, distinguimos allí una Basílica privada fechada de la primera mitad del siglo IV y que dispone de un ábside, de un transepto y de espacios dependientes que habrían sido una nave si se hubiera tratado de una iglesia. Esto habría podido ser un ejemplo de fusión entre arquitectura pública y doméstica iniciada por la clase reinante del siglo IV, espacios que fueron pronto cristianizados porque fueron adoptados como plano de las iglesias y catedrales
. Según Yvon Thébert, la elaboración de un plano a transepto responde primero a problemas de circulación, y problemas tanto para el desfile profano de un aristócrata como para las prácticas ceremoniales, como resume el medievalista Patrick Boucheron: "Los cristianos no elaboraron el plano basilical que asocia una nave y un transepto, cargándolo de un nuevo significado". Thébert recuerda la antigüedad de algunos elementos de este repertorio arquitectónico, como el ábside, el cristianismo, triunfante según él, " recompone fórmulas viejas [...] y esta recomposición [...] es el resultado de toda la arquitectura tardo-antigua".

#### Segundo tipo: la Casa llamada de Anfítrite y la Casa del tesoro

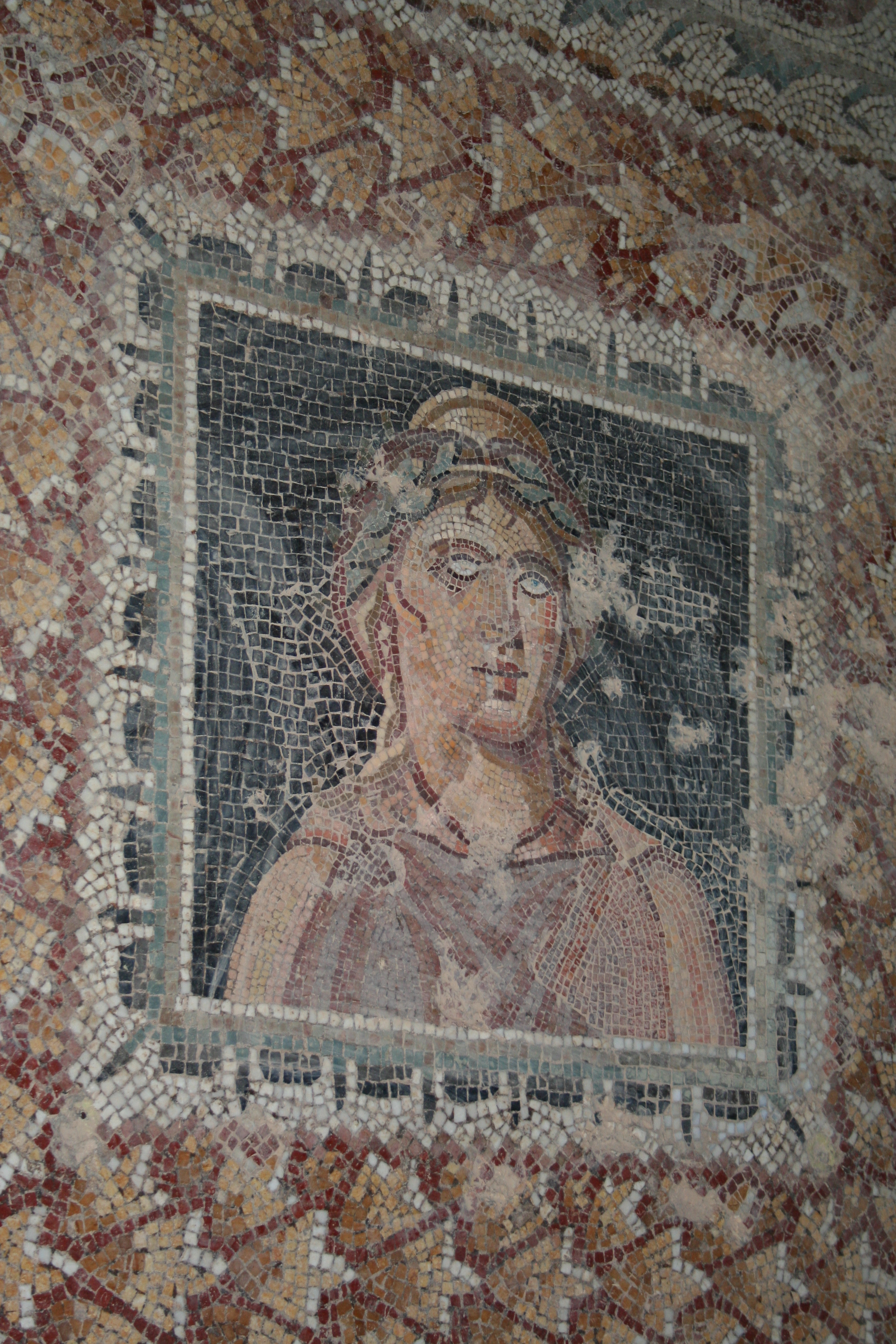
Mosaico del vestíbulo.

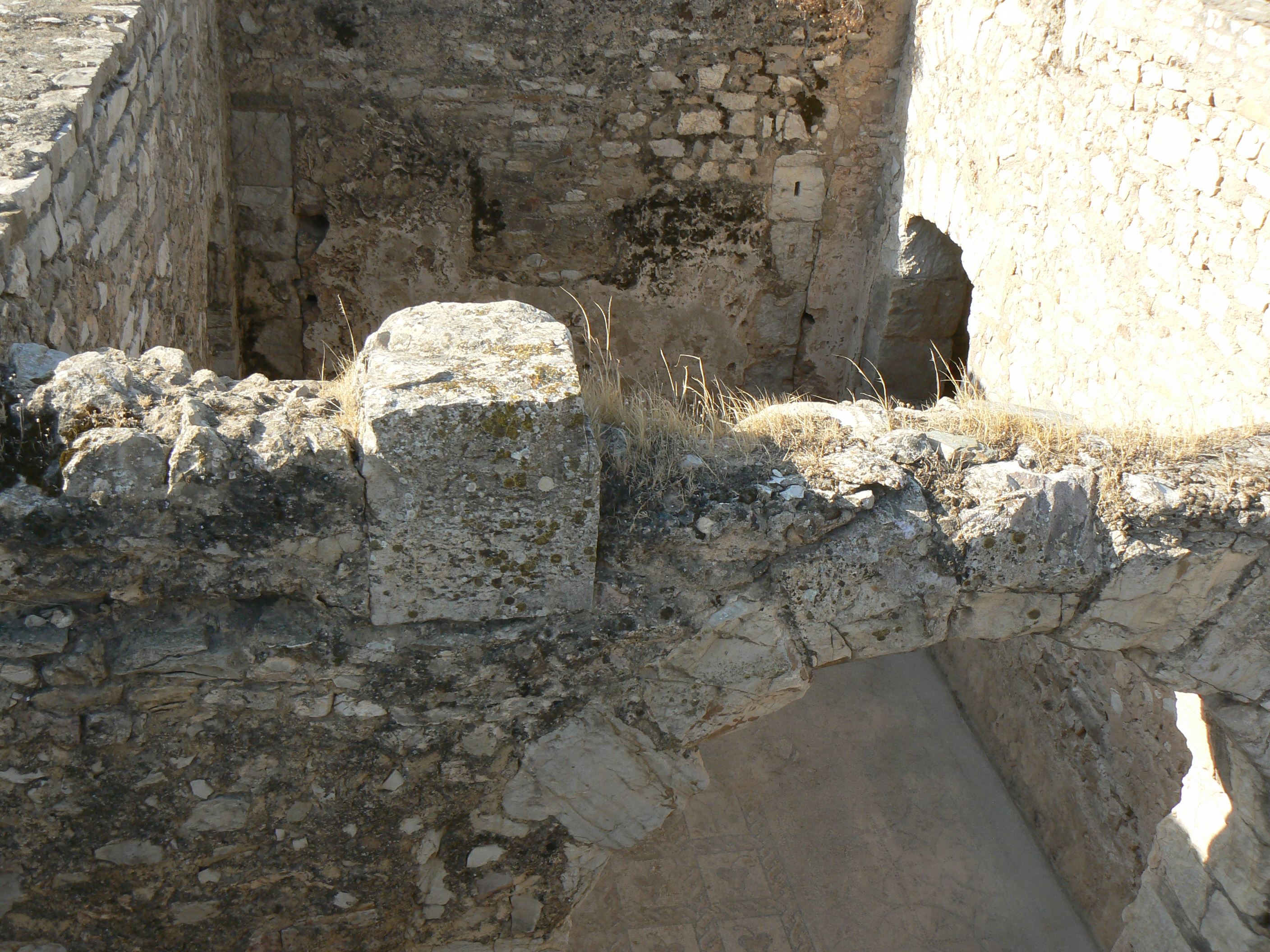
Vista de la Casa del tesoro.

La "Casa de Anfítrite" ilustra el segundo plano-tipo: el segundo plan-tipo: la escalera de acceso que acaba en un largo vestíbulo que con habitaciones abiertas perpendicularmente, que normalmente son tres. Algunas habitaciones, con grandes ventanales, con una gran toma de aire, profunda y luminosa, colocada detrás de la pared del fondo. La calidad de la decoración del mosaico hace suponer que estas piezas estaban reservadas para ocasiones especiales y que no estaban destinadas para su uso diario. La "La Casa del tesoro" también sigue este esquema.

#### Tercer tipo
El diseño de las otras casas es más flexible: la escalera de bajada desemboca en un pasillo que comunica libremente las habitaciones que pueden estar de cara o repartidas en los extremos de un pasillo, y la ventilación proviene de las ventanas localizadas en el nivel superior de las paredes.

#### Ensayo de interpretación
En los tres casos, para algunos autores, el sistema de circulación del aire caliente que se encuentra con el agua fresca de los pozos subterráneos constituiría un eficaz proceso de climatización. Esta solución permitiría tener un piso ocupado durante el invierno y disponer de locales de servicios y otro beneficiándose del frescor durante el verano. La semioscuridad, avanzada por algunos para ver estos espacios como sitios dedicados a la religión, debe ser vista más bien como una elección de los arquitectos para satisfacer las necesidades de su privilegiada clientela.
El hallazgo podría tener su origen en la tradición troglodítica berebere. Para otros autores la razón climática no sería suficiente, debido a la singularidad de la solución encontrada aquí. Muchas ciudades romanas están situadas en lugares donde la situación climática es análoga. La explicación de la puesta en marcha de un piso subterráneo provendría de una cierta saturación del espacio urbano y de una voluntad de ganar espacio, según Yvon Thébert.
Sin embargo, para Roger Hanoune, la escasez de terreno en el centro de la ciudad aún no está demostrada y la excavación se explicaría por motivos estéticos - las excavaciones ornamentales se encuentran en otros lugares y pueden tener un origen helenístico - y técnicas, los pisos subterráneos parecen reutilizar las cisternas.

### Edificios religiosos

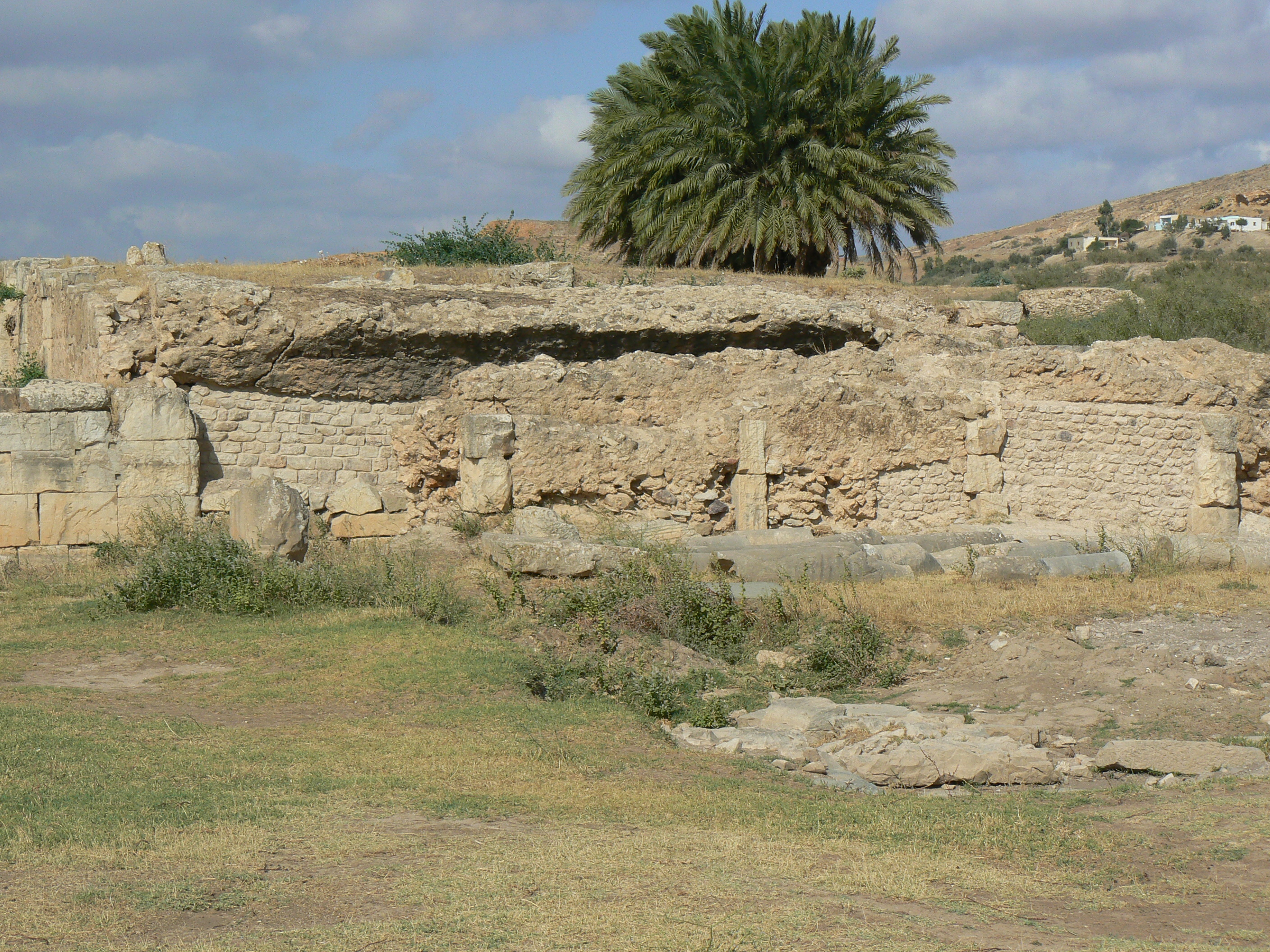
Sótano del capitolio visto desde el foro

Los edificios religiosos de la ciudad antigua siguen siendo poco conocidos debido a que las excavaciones han sido incompletas. Además, numerosos edificios que podrían tener una finalidad religiosa están en muy mal estado de conservación para confirmar sus función.

#### Capitolio
El templo de la tríada capitolina, elemento central de toda ciudad romana, está en muy mal estado. Este edificio está situado en la parte occidental del foro, sobre un podio, pero solo los elementos de la base subsisten, con unas medidas de 16,40 metros por 15,50 metros y 2,70 de altura.

#### Templo de Apolo

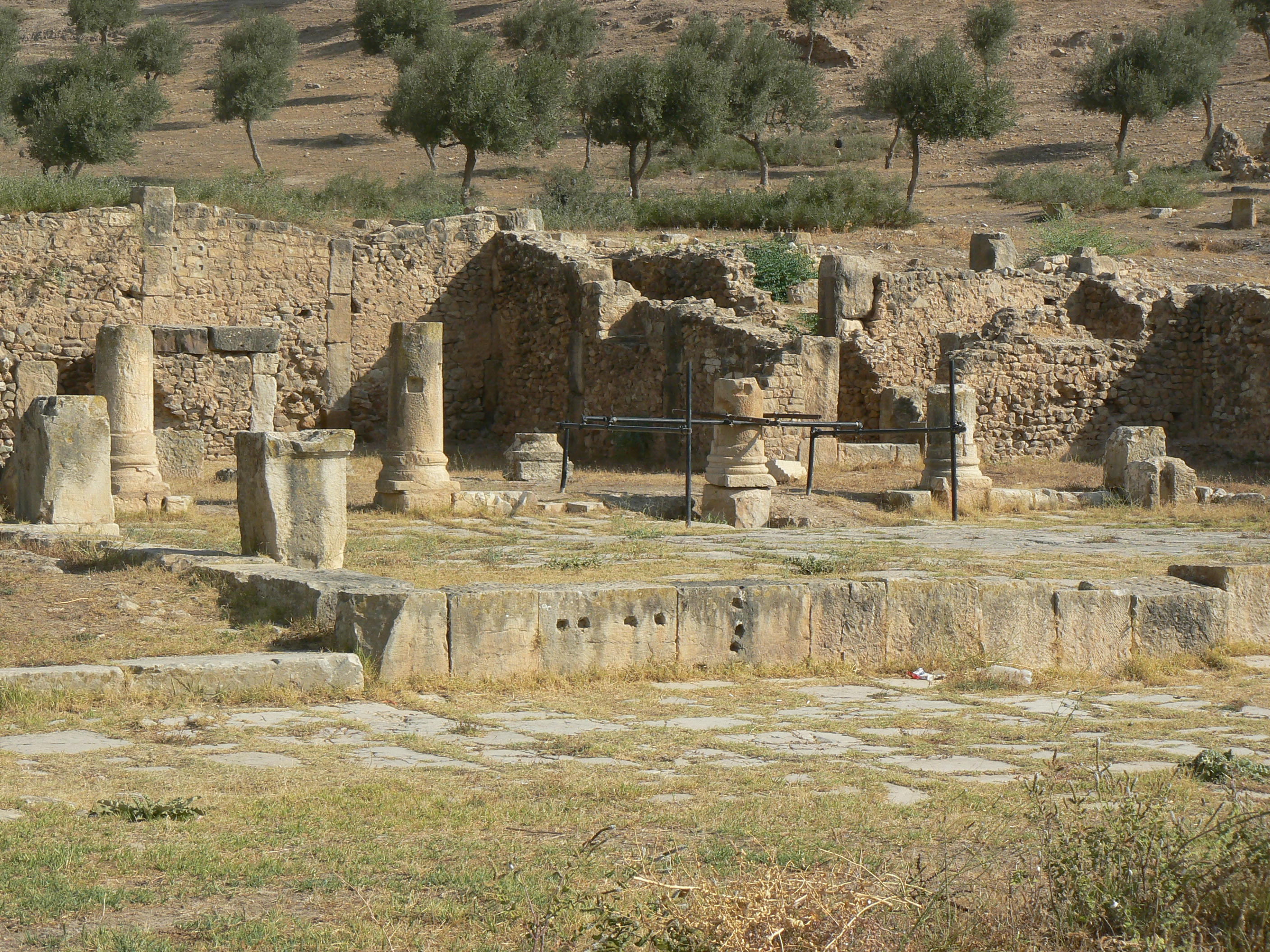
Vista de los vestigios del templo de Apolo

El templo de Apolo posee tres santuarios juntos ya que la divinidad es el deus patrius poliade: con una cella amplia, su patio y pórticos y exento del podio característico de la arquitectura religiosa romana, está considerado como representativo de la arquitectura africana.
Los vestigios actuales están relacionados con unas reconstrucción del siglo III, en particular una decoración de la cella compuesta de opus sectile, que habría sucedido a un templo púnico posiblemente vinculado al culto de Baal. Un primer edificio romano que databa del reinado de Tiberio vio como se remodelaba su fachada, debido al desarrollo del foro que pretendía acabar en una continuidad de la plaza pública. Durante las excavaciones de la cella del templo, se descubrieron unas monumentales estatuas, actualmente expuestas en el Museo nacional del Bardo. Su depósito aquí data de una época tardía, probablemente en el momento del triunfo del cristianismo en él Imperio romano. Las estatuas de Apolo citarista, de Ceres y de Esculapio ocupan actualmente la sala de Bulla Regia en el piso bajo del museo.

#### Basílicas religiosas
Dos basílicas cristianas han sido objeto de excavaciones entre 1952 y 1954. La primera, que albergaba sin duda reliquias de San Esteban que datan del siglo VI, fue ocupada hasta el siglo VIII, periodo durante el cual estaba enterrado un tesoro omeya dentro de una tumba. Cuenta con tres naves y un baptisterio adjunto. Los mosaicos de la nave están sumamente bien conservados. La segunda basílica tiene una importancia menor: se apoya y se comunica con la primera y posee igualmente tres naves. Parece que solo una parte del templo tiene mosaicos.

#### Iglesia de Alejandro?
El edificio llamado "iglesia de Alejandro" está situado en las proximidades de las "grandes termas del sur", lejos del parque arqueológico y los vestigios no son muy impresionantes. Las excavaciones realizadas en 1914 determinaron que había sido destruido por el fuego y en su interior se han encontrado jarrones de cristal, grandes platos de cerámica y sobre todo ánforas que contenían restos de vino, de aceite y de cereales. La identificación como un edificio religioso se debe a una cruz ofrecida por un sacerdote llamado Alejandro y sobre todo por una inscripción tomada de un salmo grabada en un dintel de la puerta. Por los descubrimientos mencionados y la estructura del edificio se cree que se trataba de un lugar de almacenamiento que puede estar relacionado con el cobro de un impuesto en especie, o incluso un edificio fortificado de la época bizantina.

### Edificios de recreo
El yacimiento de Bulla Regia alberga también un teatro y unas termas destacables, que datan del siglo III. Además se han descubierto vestigios de un anfiteatro, fuera del recinto del parque arqueológico actual stricto sensu, aunque se encuentra en muy mal estado. Una de las razones de la desaparición de este último edificio aprecia la construcción de la cavea sobre terraplenes divididos en compartimentos, técnica usada habitualmente en África.

#### Teatro romano

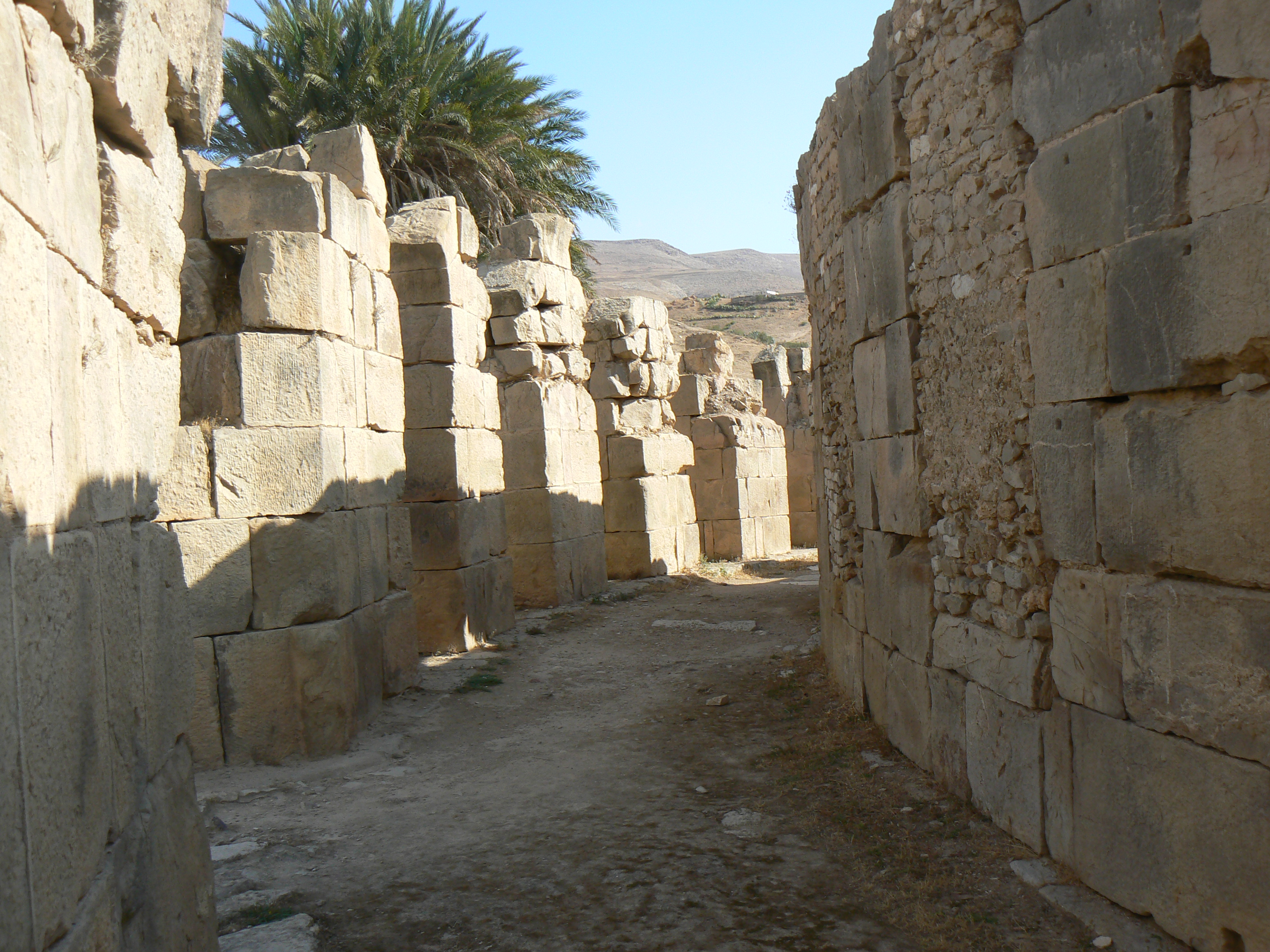
Arcadas del teatro

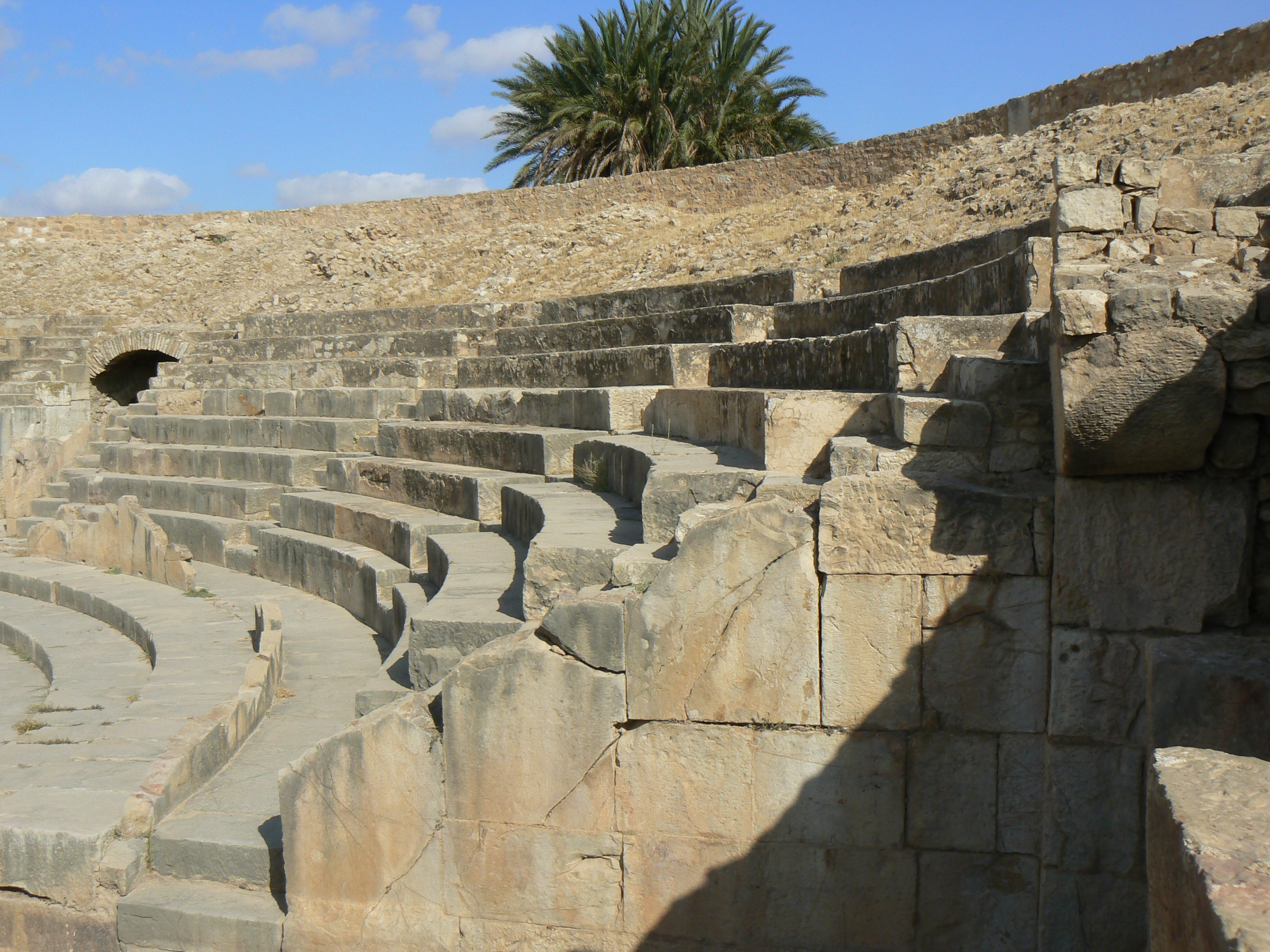
Vista desde el lado derecho de la cavea

El teatro de Bulla Regia fue construido bajo el reinado de Marco Aurelio y Lucio Vero y posteriormente reformando en el siglo IV. San Agustín habría pronunciado en su seno, hacia el año 399, un sermón condenando la propensión de los habitantes de la ciudad al ocio y al teatro, futilidades que los habitantes de la ciudad vecina de Chemtou habían abandonado en parte.
El teatro está relativamente bien conservado, al menos en las partes inferiores de su cavea. Fue extraído totalmente en 1957 por Mongi Boulouednine. Aunque el estado de conservación es menor que en Dougga, no es menos interesante el hecho de su carácter romano, es decir su construcción sobre un espacio exento del menor relieve, situación rara en los límites geográficos del Túnez actual.
Las arcadas sobre la calle que soportan los niveles superiores de las gradas de la cavea todavía son visibles y demuestran la necesaria adaptación de la circulación del lugar de recreo sobre el espacio público
Edificio de tamaño medio con una influencia de 60 metros sobre 50 metros, sus tres primeros rangos de gradas estaban reservadas para las personalidades locales y son más anchas que las destinadas a otros espectadores; una balaustrada que separada los dos espacios de la cavea. Las galerías de circulación, la cavea y la escena se encuentran en un estado de conservación satisfactorio mientras que no quedan más que unos pocos vestigios del muro de la escena. Un pavimento de opus sectile y además de un mosaico tardío que representa un oso ocupa la orquesta del edificio.
En una habitación de este monumento fueron descubiertas un grupo de cuatro estatuas que actualmente se exhiben en el Museo nacional del Bardo: representan a Marco Aurelio, Lucio Vero y sus esposas, Lucille y Faustina, representadas por Ceres.

#### Termas romanas

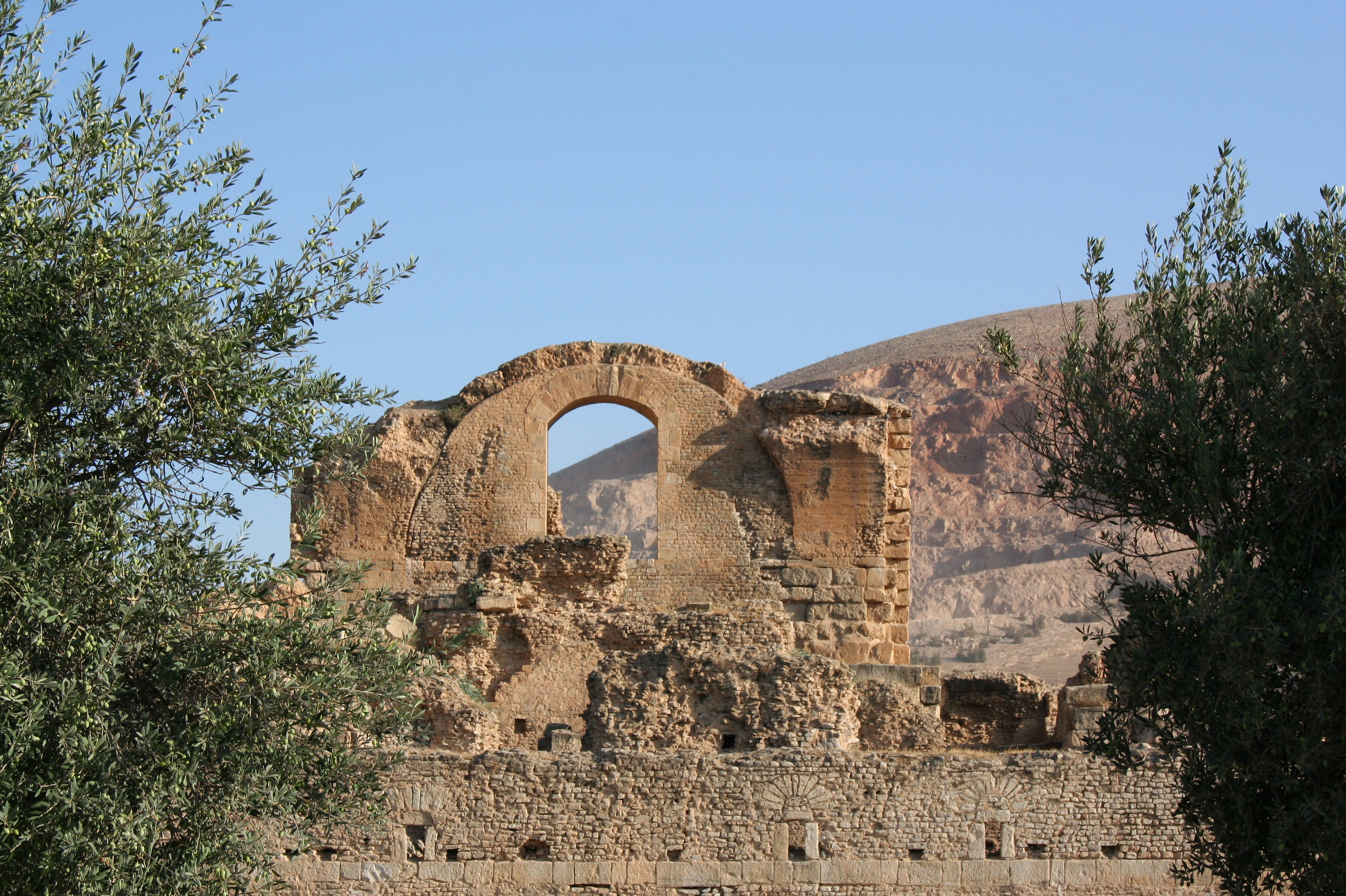
Vista de las termas de Julia Memmia desde la entrada del yacimiento

En Bulla Regia se han encontrado cuatro edificios termales, siendo su presencia facilitada por una cantidad de agua suficiente en la zona.
 Un edificio de tamaño medio situado en las proximidades del teatro habría sido objeto de un largo uso y en último lugar la decoración del mosaico fue rehecha en el siglo IV. Este edificio ha sido identificado como unas termas privadas. Una pequeña instalación privada fue también identificada en el estado final de la "Casa de la caza" en el siglo IV y utilizada hasta mediados del siglo VI Sin embargo, existen otras instalaciones privadas en el yacimiento, que están directamente relacionadas con la opulencia de los propietarios. El número total de este tipo de estas instalaciones está situado entre seis y ocho, y que son todas posteriores al siglo IV.

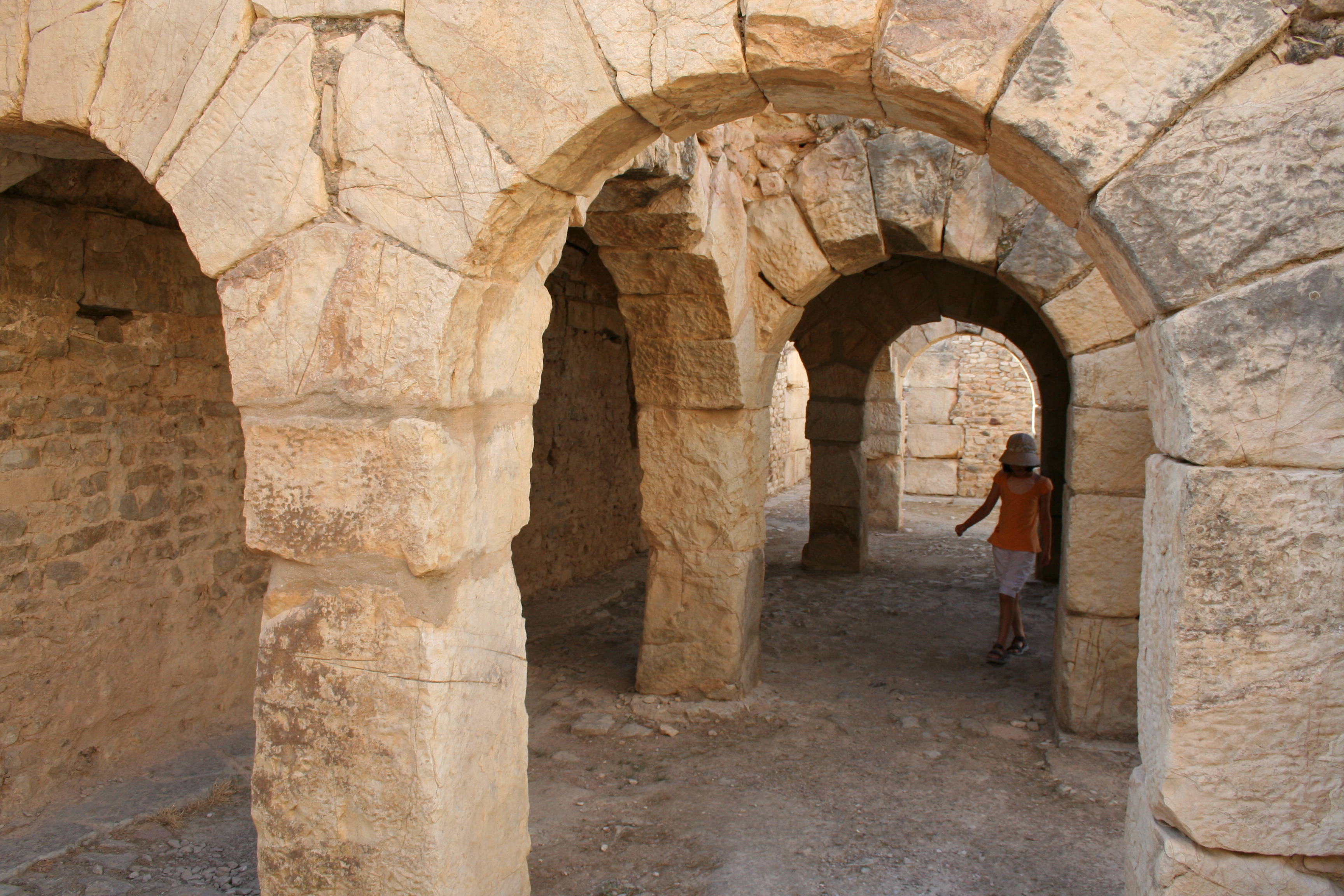
Espacio de servicios

Al sur se han encontrado otros vestigios que han sido identificados como las "termas del sur" pero los vestigios son escasos y no han sido mantenidos por Yvon Thébert en el catálogo de su síntesis. El edificio ha sido poco estudiado pero el examen de las bóvedas hundidas del frigidarium, unido a otras excavaciones antiguas han permitido descubrir un sistema de hipocausto, por lo que se cree que era un gran conjunto superior a 3000 m² organizado de modo simétrico.
Los vestigios más importantes visibles - aunque las excavaciones efectuadas no son completas - conciernes las termas de Julia Memmia que, según los restos de cerámica descubiertos durante las excavaciones, que pueden datar del reinado de Severo Alejandro y son testimonio de la filantropía de Julia Memmia, hija de uno de los cónsules del 191-192. Una inscripción revela el importante coste de la construcción, grandes trabajos que se realizaron en el último tercio del siglo IV, el desafecto que no se produce sin duda antes del 450 incluso durante el periodo bizantino. Los locales fueron entonces utilizados para otros fines ilustrados por la presencia de restos de cerámica árabe.
De una superficie inicial de 2800 m², el edificio vio aumentada su influencia hasta los 3300 m² a finales del siglo IV a pesar de la probable supresión de la palestra. Las habitaciones estaban organizadas alrededor del frigidarium donde subsiste la pared norte con una altura de 15 metros, que constituye el primer lugar impresionante para cualquiera que visite el yacimiento. Además , se ha hecho otro descubrimiento excepcional, una organización de la marcha interna de los usuarios de los baños ha sido puesta en evidencia por el estado de conservación de huecos cuya presencia no puede justificar de otro modo. El edificio termal se inserta igualmente en el tejido urbano por una planificación específica con decorados de mármol que da a la calle y por la existencia de un espacio de transición entre la calle y las termas, elementos suntuosos como el criptopórtico que permite apreciar la generosidad de los benefactores del lugar.

#### Otros edificios mal identificados
Algunos autores han tratado de identificar uno de los edificios rodeado de pórticos situado en una explanada de la ciudad como una biblioteca. La antigüedad de la ciudad y la permanencia durante un largo período de una élite local que se fue romanizando podrían justificar tal edificio.

### Edificios públicos

#### Foro

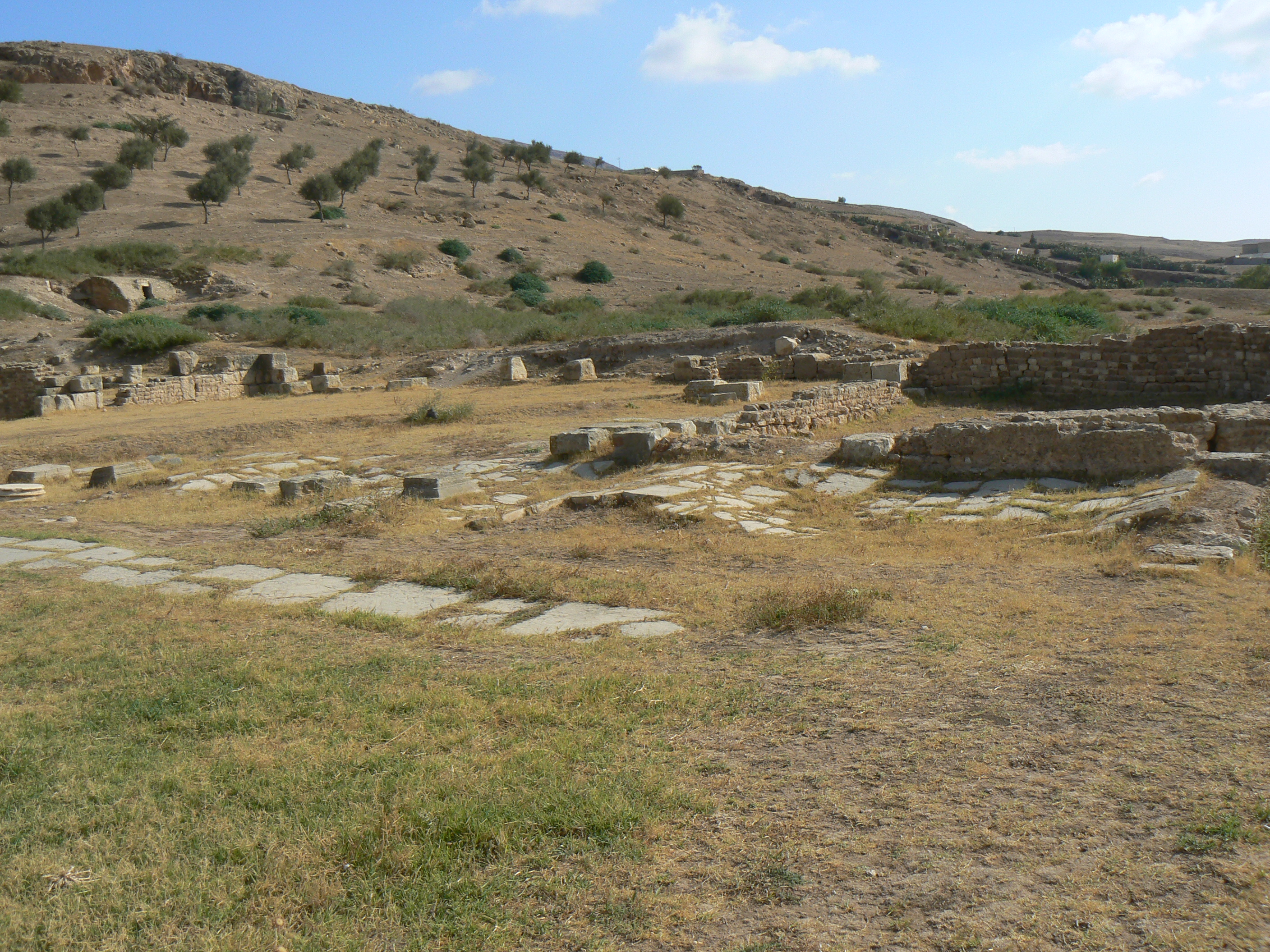
Vista del foro en dirección a la basílica

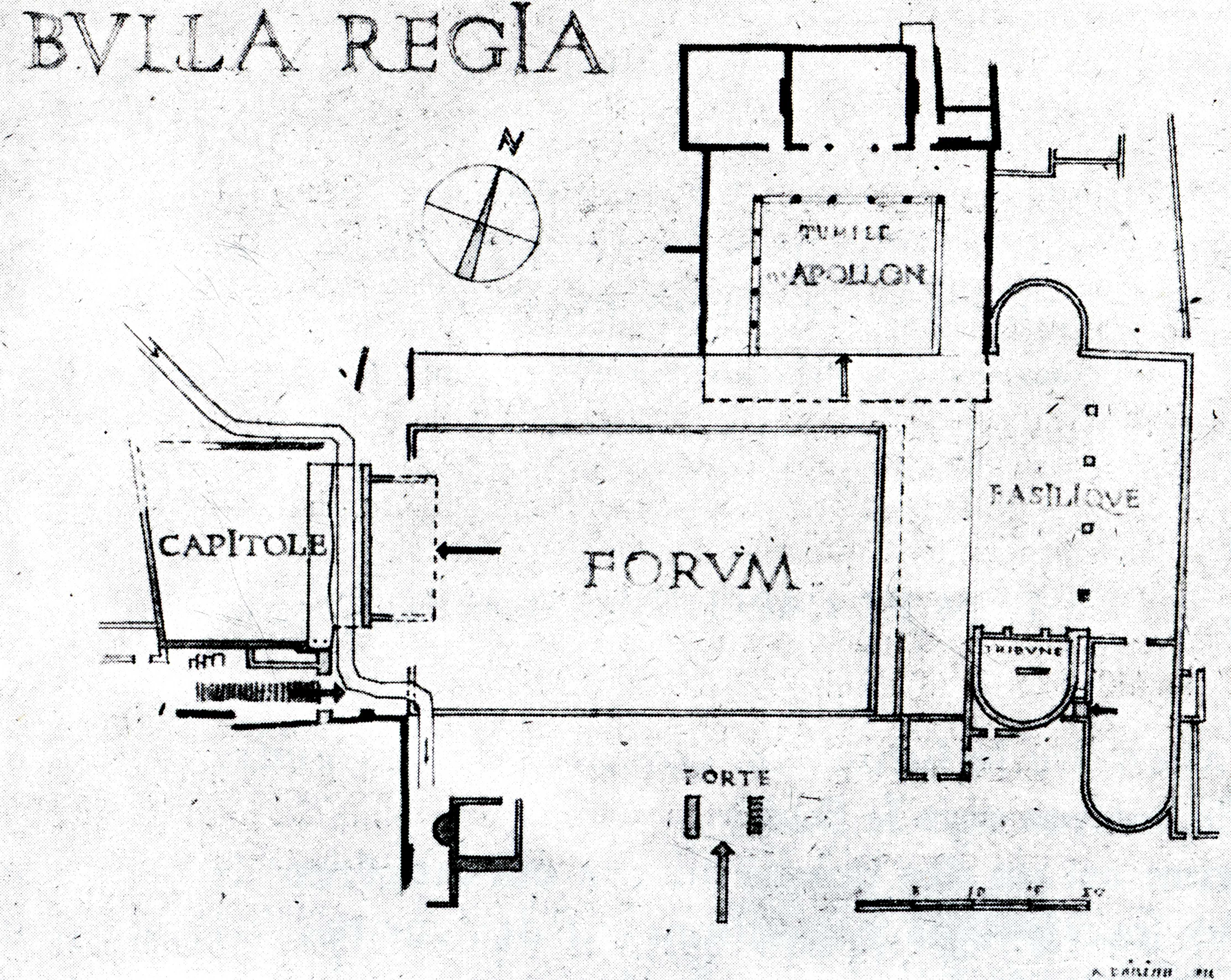
Plano de las antiguas excavaciones del foro

El foro de Bulla Regia, de una superficie de más de 1000 m², está flanqueado por una serie de edificios que han sido reconocidos a principios del siglo XX: el capitolio, el templo de Apolo al norte y una basílica civil al este. Además, se han descubiertos rastros epigráficos de otros elementos tradicionales de las ciudades romanas en este lugar: unas tribunas y también un tabulario. Por otro lado, encontramos en nuevo empleo de los elementos de la curia local.
El acceso a la plaza pública se ha hace por dos puertas, siendo el lugar un espacio cerrado y no abierto a las calles. El sitio es bordeado por una columnata sobre tres de sus lados.
Los diversos vestigios se encuentran en un estado de conservación mediocre, excepto los del templo de Apolo, y el pavimento de la plaza está muy dañado. La basílica civil posee tres naves de 25 por 6 metros, en su estado del siglo III, además de dos ábsides, donde un magistrado local dictaba justicia en una de las dos en un nivel sobreelevado.

#### Mercado

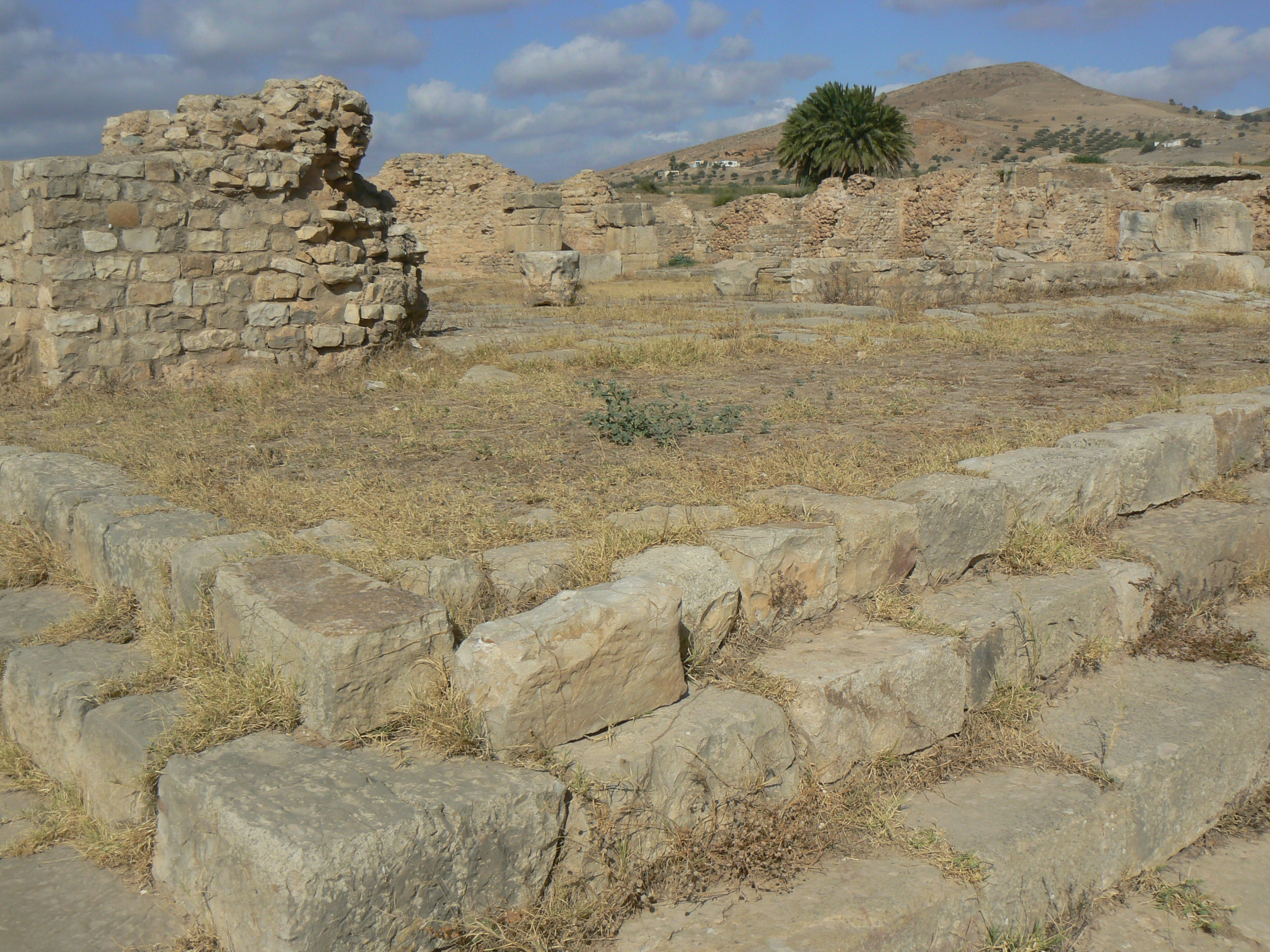
Vista del mercado con el sótano y algunos restos de tiendas

El mercado situado a la salida del foro es relativamente tardío, su construcción está fechada en el siglo III, por parte de sus patrocinadores, los Aradii, cuya actividad se centró en esta época. El edificio,  relativamente modesto, es un rectángulo de aproximadamente 11,90 metros por 12,60 metros rodeado de un pórtico y con un ábside en uno de sus lados. Dos lados en el norte y en el sur contienen cada uno seis tiendas y el acceso al edificio podía cerrarse después de los intercambios comerciales.
El contexto general de la época es una atención particular de los Severos a los problemas de abastecimiento de trigo y tal construcción no podía faltar en una ciudad situada en un territorio esencialmente rural.

### Monumento en opus reticulatum
El edificio que alberga al visitante posee una fachada de 10 metros orientada hacia el este. Una cadena de grandes bloques separa el muro en opus reticulatum, bordeado con pórticos a ambos lados y una pared, cuyo interior está decorado con mármol númida.  Se que desconoce su historia y a que estaba destinado este edificio. Alexander Lezine afirma que puede tratarse de una construcción del siglo I y su posterior distanciamiento en el siglo siguiente.

## Descubrimientos realizados en el yacimiento

Venus marina in situ

Se conservan diversos mosaicos en el yacimiento mientras que otros se pueden visitar en el Museo nacional del Bardo. Los mosaicos de Bulla Regia no fueron superados en el África del Norte, donde el arte romano del mosaico alcanzó su apoteosis.

### Obrasin situ

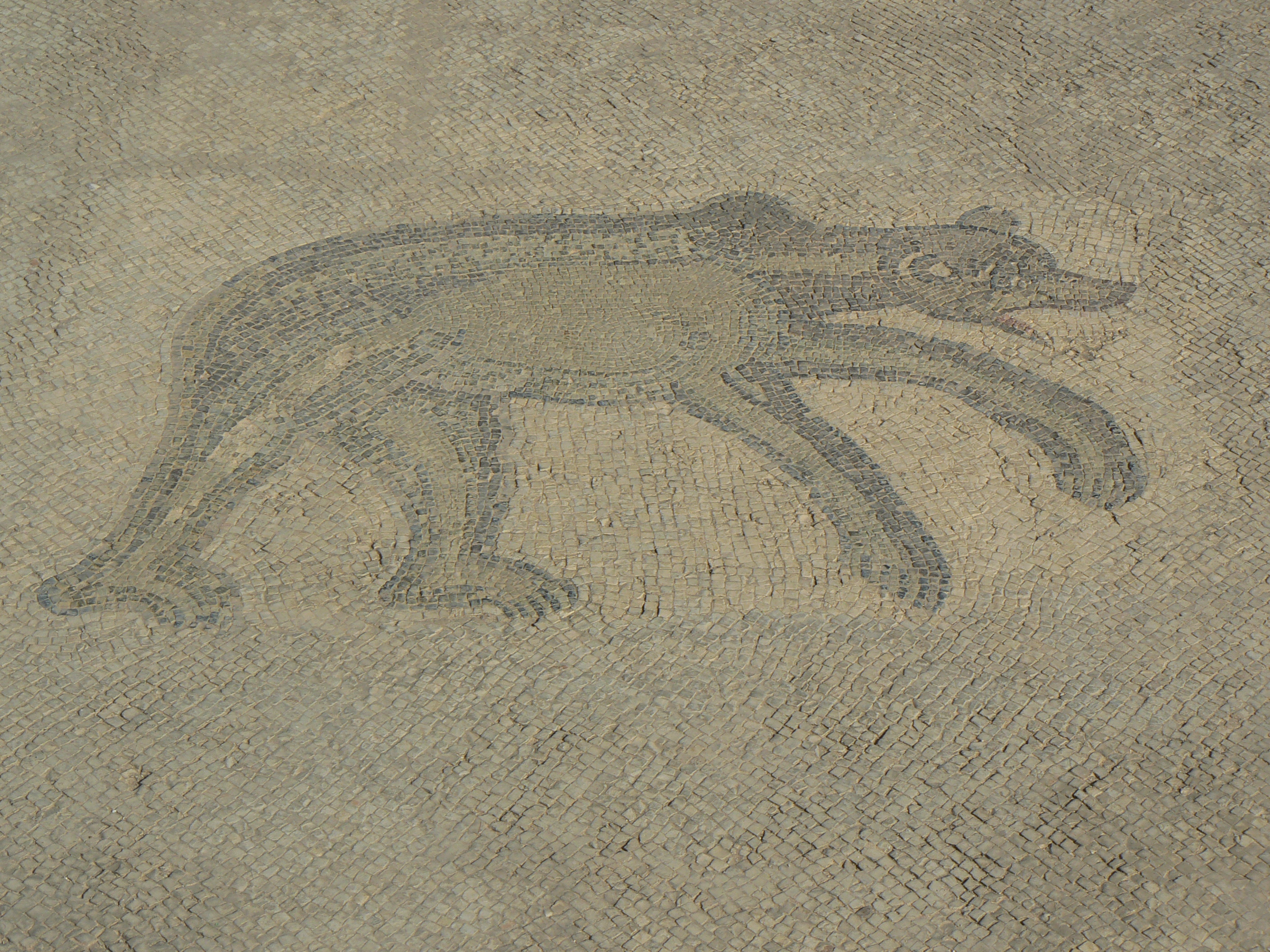
Oso de la orquesta del teatro

El ejemplo más célebre de obras conservadas en el yacimiento se encuentra en la "Casa de Anfítrite" y está representado por una Venus marina y no por Anfítrite, la confusión que dio origen al nombre dado a la casa. Las primeras excavacaciones identitificaron erróneamente como el personaje femenino de Anfítrite, esposa de Neptuno, sin embargo se trata de la representación más antigua que se conserva de la Venus marina, diosa de la fecundidad y el renacimiento. El uso de la obra tiene un fin apotropaico: se trata de alejar el mal de ojo por la majestad y belleza de la divinidad. La diosa está representada desnuda y rodeada de tritones, dos genios que están a punto de colocarle una corona en la cabeza y dos putti que le llevan un espejo y un cofrecito con joyas. Un gran número de peces está representado en la parte inferior de la obra. Su presencia contribuyó a la primera interpretación errónea de la obra. La pieza adorna el triclinio del sótano. Próximo a la obra, en el mosaico del vestíbulo, unas piedras preciosas adornaban los ojos de los personajes, pero fueron robadas en 1914.
También permanece en un lugar un mosaico tardío de un gran oso en medio de la orquesta del teatro, edificio que alberga además una estatua sin cabeza de togatus en su pasillo de acceso.

### Obras depositadas en el museo del yacimiento

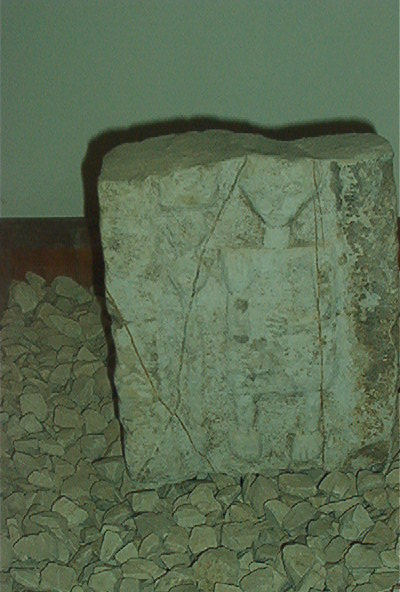
Estela con figura antropomorfa

El pequeño museo del yacimiento se compone únicamente de dos salas, una dedicada al periodo púnico y númida y otra dedicada al periodo romano de la ciudad.
En la primera se encuentran varias estelas púnicas y neopúnicas con representaciones del signo de Tanit o representaciones humanas. Los restos de un de un templo que se cree estaba dedicado a Tanit ocupan el centro, en particular un capitel jónico con motivos de un signo de Tanit en uno de sus lados.
En el segundo, hay arcones funerarios esculpidos y sobre todo una representación de una notable local.

### Obras depositadas en el Museo nacional del Bardo
El Museo nacional del Bardo acoge un cierto número de obras mayores que provienen del yacimiento y que contribuyen a su renombre, tanto en el ámbito estatuario como el de los mosaicos de la época romana.

#### Estatuario
Los descubrimientos realizados en el yacimiento son destacables y se ha demostrado la existencia de numerosos talleres de escultores en esta pequeña ciudad en la época imperial.
El grupo descubierto durante las excavaciones del templo de Apolo en 1902-1905 son un elemento emblemático del museo. Estas estatuas destinadas al culto tuvieron que ser disimuladas en una época tardía. Una estatua de Apolo citarista fechada en el siglo II es la mayor de todas, con una altura superior a los tres metros, y conserva trazas de policromía. El dios se encuentra en una postura lánguida, el brazo derecho sobre la cabeza y el brazo izquierdo apoyado en un lira. Sobre el instrumento está representado un bárbaro que sostiene un cuchillo, que en la leyenda, sirve para castigar a Marsias, el sátiro que osó desafiar al dios en un concurso. A su lado se encuentra una estatua de Saturno africano coronado y llevando un cuerno de la abundancia, de 1,92 metros de altura, síntesis de la mitología greco-romana y de elementos locales. También se encuentra una estatua de Atenea representada en una pose clásica, con un casco, una cabeza de Medusa en el pecho y una lanza.
También podemos encontrar una estatua sin cabeza de Minerva-Victoria, vestida con una larga túnica con alzacuellos sostenida bajo el pecho por un cordón, el cuerpo se apoya sobre la pierna izquierda, así como una estatua de una sacerdotisa de culto imperial o flamínica llamada Minia Procula, cuyo nombre fue encontrado en una base en el lugar de las excavaciones: el personaje de 1,84 metros es representado con realismo y revelando su origen africano.
También son destacables las cuatro estatuas descubiertas en el teatro: dos estatuas sentadas que representan a Marco Aurelio y Lucio Vero, obras notables debido al tratamiento aportado a las caras y a las cabelleras. Éstas están acompañadas por dos estatuas femeninas, probablemente las emperatrices y esposas de estos dos últimos emperadores, representadas como Ceres.

Un retrato de Vespasiano que data de finales del siglo I fue encontrado en un hoyo en el patio del Templo de Apolo: el emperador está representado arrugado, calvo y probablemente en el final de su vida. Este emperador jugó un papel importante en la historia de la ciudad al otorgarle el estatuto de municipio.
Las obras descubiertas en Bulla Regia son, según Nayla Attya-Ouertani, un testimonio de "la tendencia al barroco tan común entre los artistas africanos de este período, una tendencia que se refleja en una profusión de telas y una atención especial reservada para el tratamiento del cabello".

Estatuas en el Museo nacional del Bardo
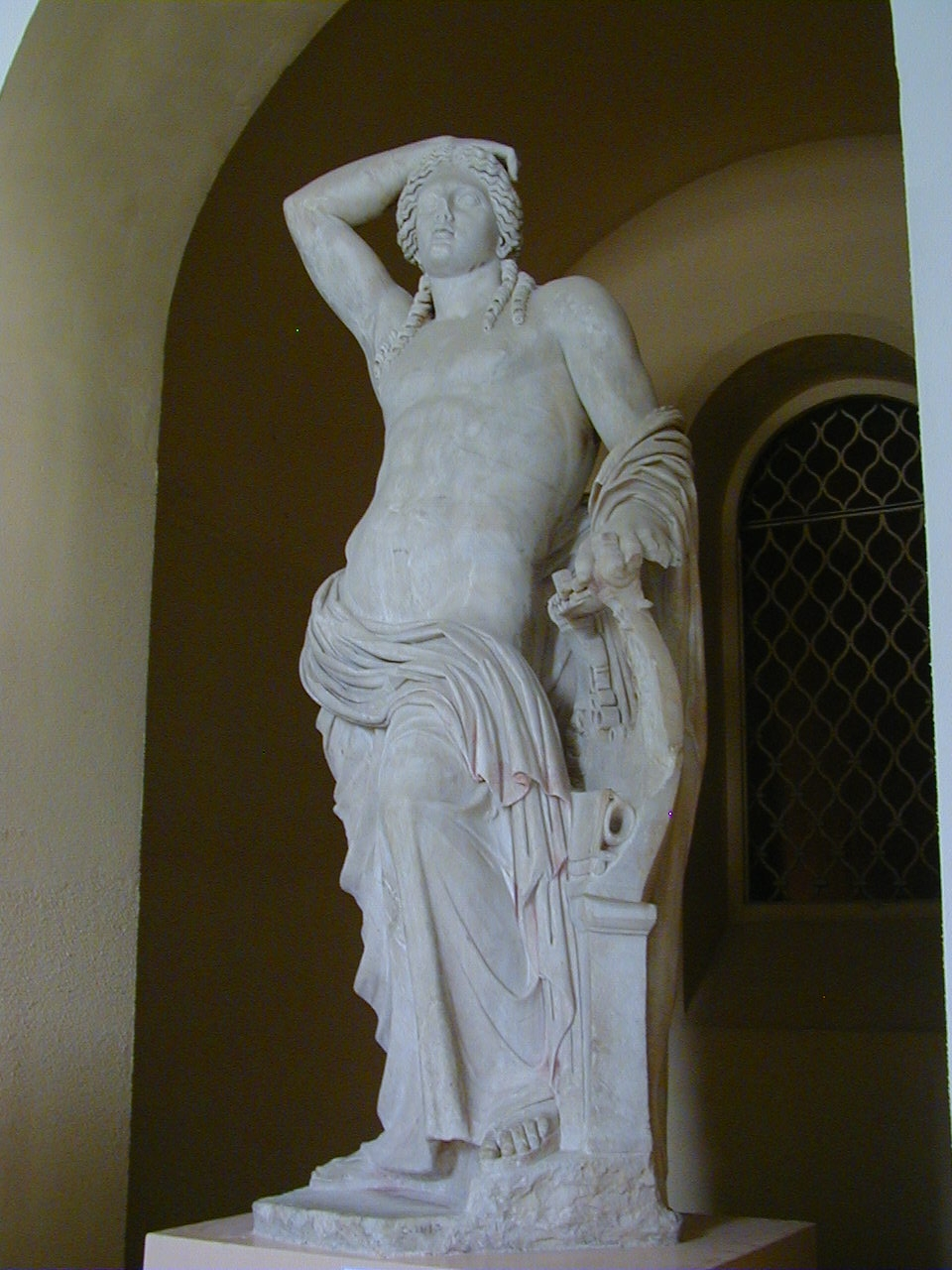
Apolo citarista
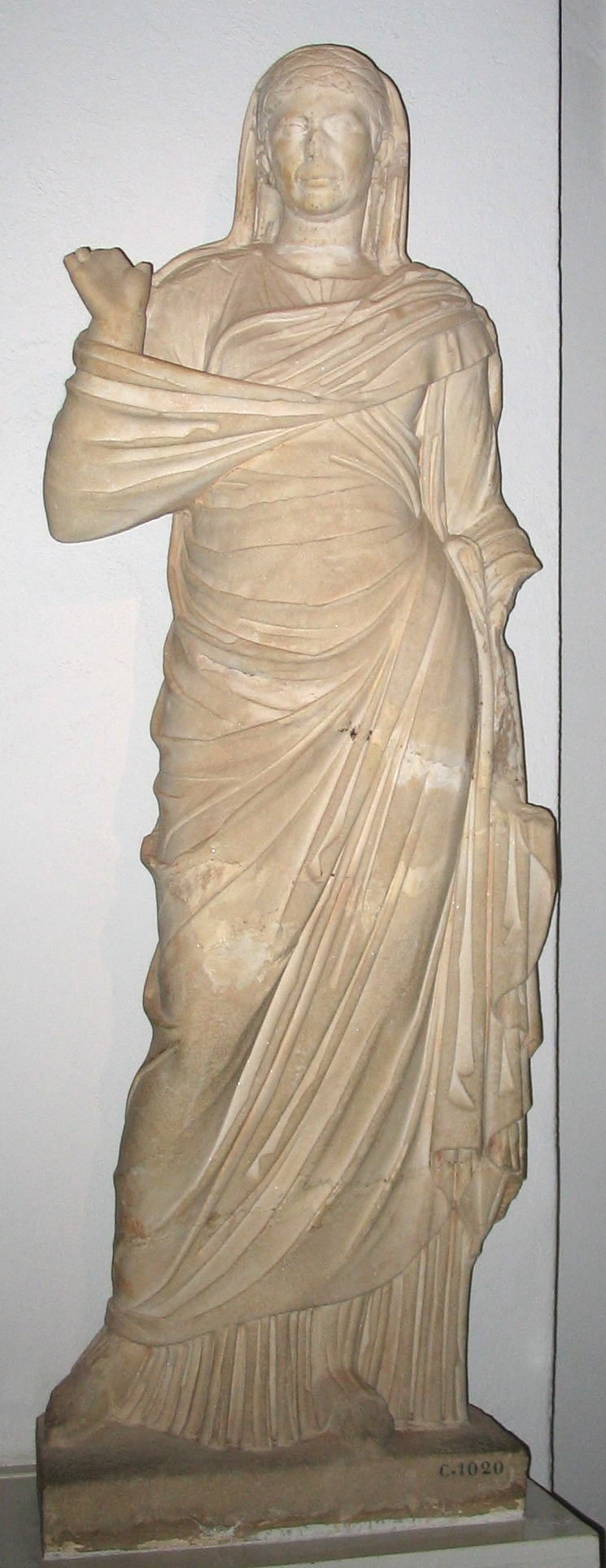
Sacerdotisa Minia Procula
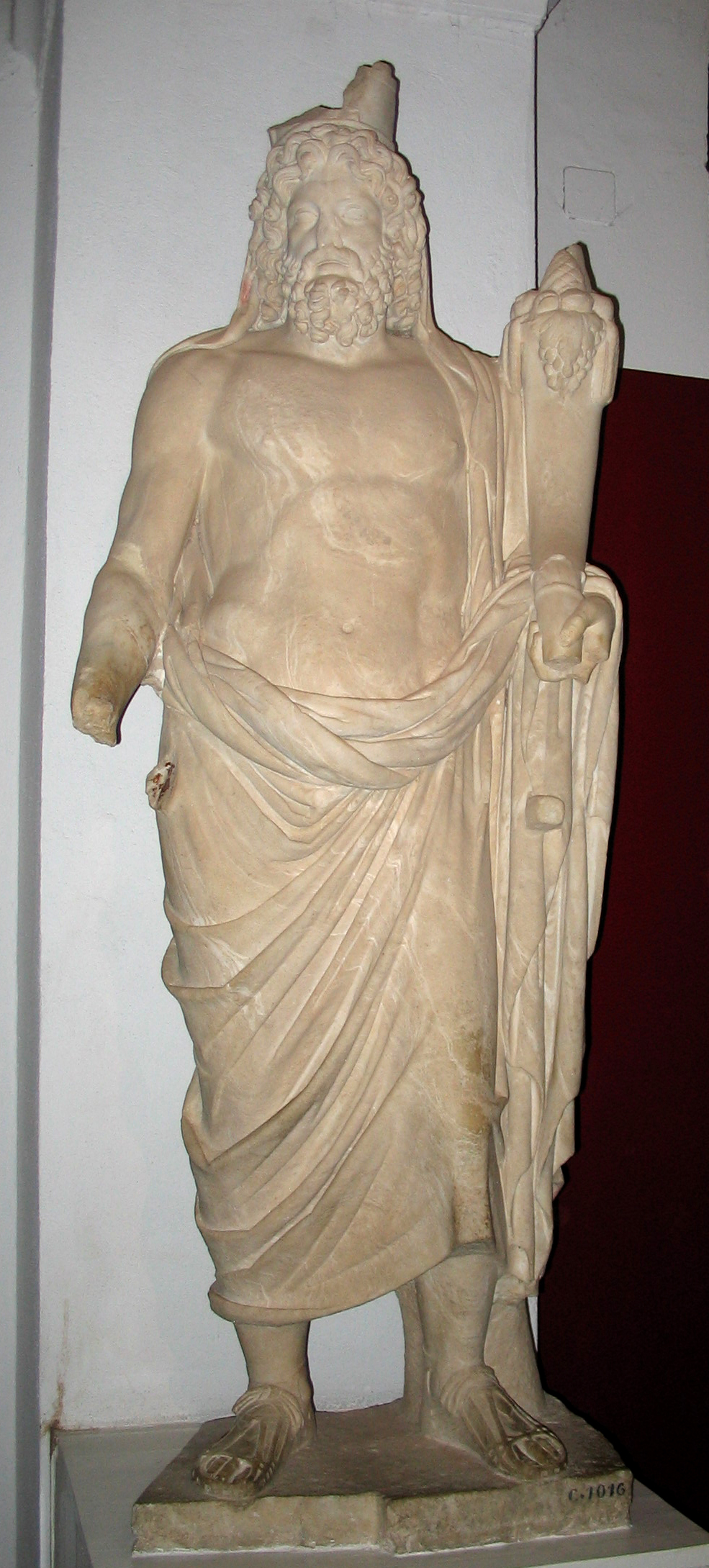
Saturno africano
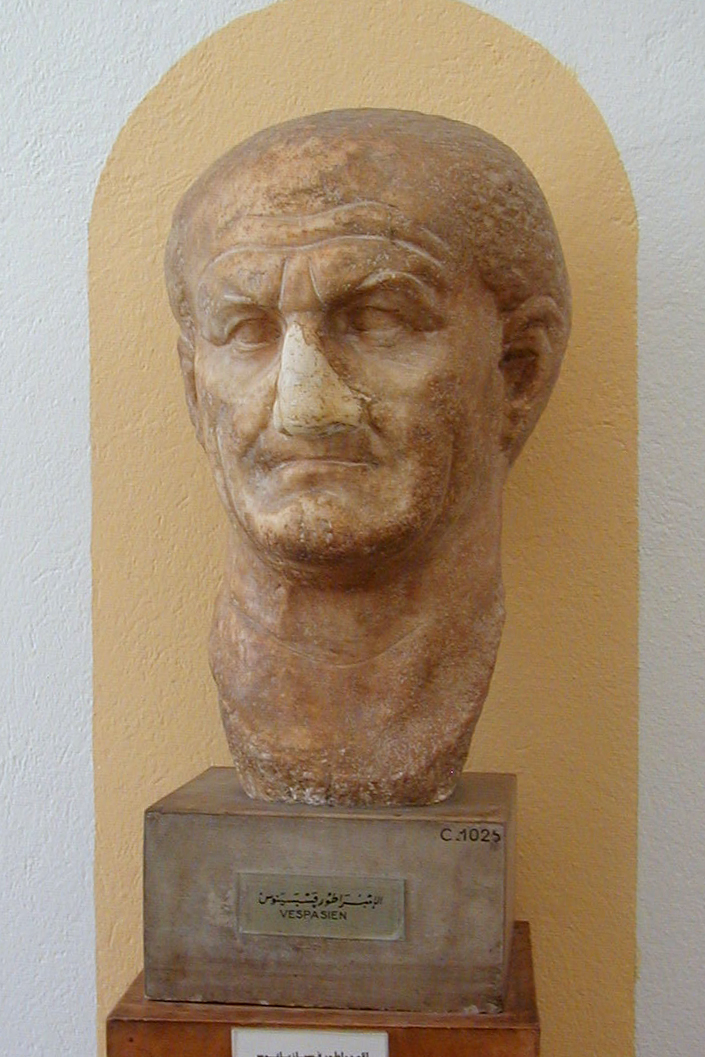
Vespasiano

#### Mosaicos

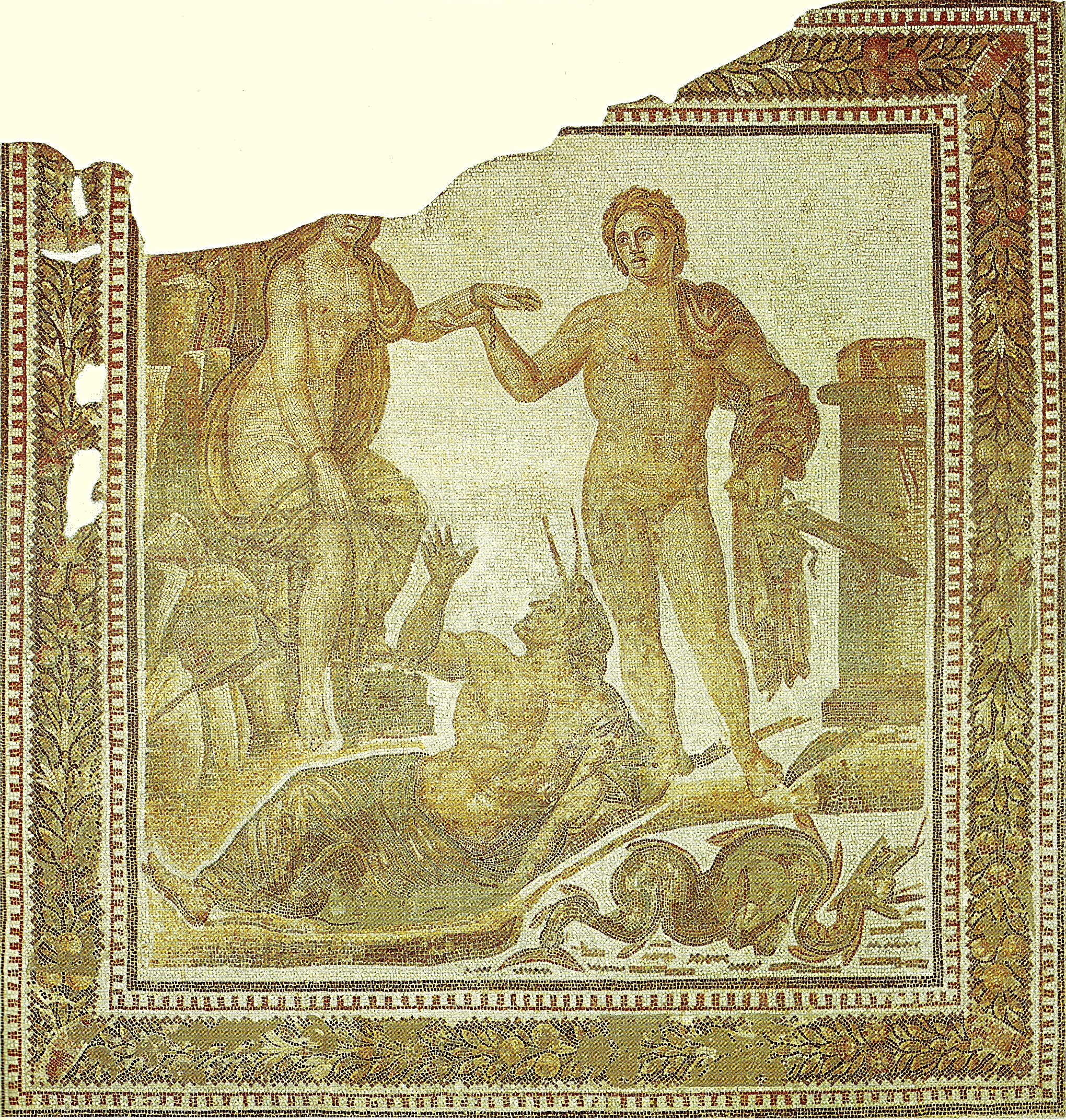
Rescate de Andrómeda por Perseo, Túnez, Museo nacional del Bardo.

En las excavaciones se han encontrado también numerosos mosaicos como el célebre Rescate de Andrómeda por Perseo : el héroe, que acaba de matar un monstruo ayuda gesto majestuoso a la princesa que estaba encadenada a una roca. El monstruo se encuentra bajo sus pies con la forma de un dragón. El dios río está representado abajo del cuadro y simboliza el medio en el cual vivía el monstruo. La escena que evoca Ovidio se remonta a un prototipo posiblemente concebido por el pintor griego Nicias. Esta obra está notablemente bien ejecutada con un efecto de sombra y luz y un dominio del concepto de espacio. Este mosaico constituyó originalmente el panel central del oecus de una sala de recepción de una rica villa (mediados del siglo III).
Un mosaico en el que figura una escena de Amores cazadores en la lucha con las fieras, que dio su nombre a la "Casa de la caza", también ha sido depositado en el museo.

## Redescubrimiento del yacimiento
La arena ha protegido los emplazamientos abandonado que estaban olvidados hasta que los primeros exploradores europeos se interesaron en el yacimiento. Las primeras excavaciones se remontan al año 1853. Estos precursores describen algunos elementos que han desaparecido y cuya identificación y a veces la localización es problemática

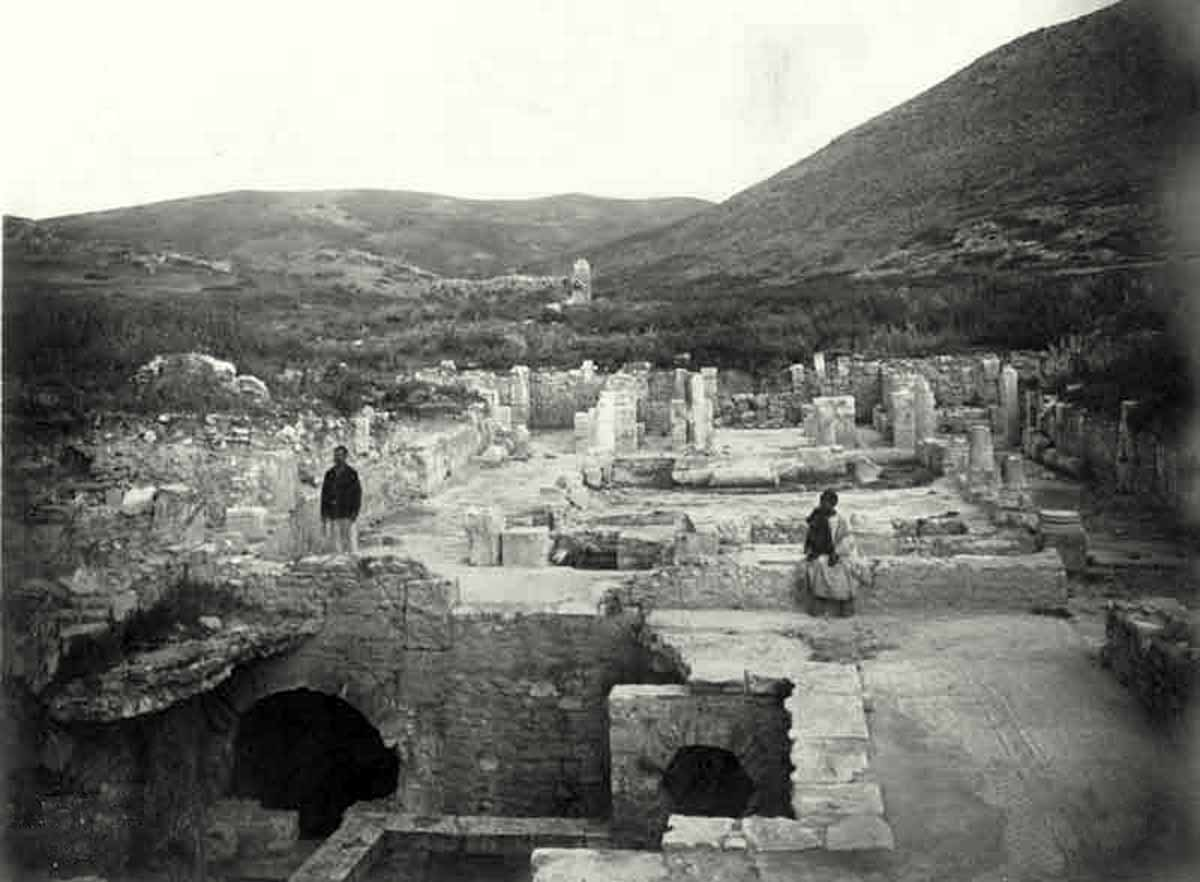
Excavaciones de las casas subterráneas de Bulla Regia hacia 1900.

Las excavaciones de las tumbas y basílicas se iniciaron a finales del siglo XIX al igual que las primeras exploraciones de las termas de Julia Memmia. Las primeras verdaderas excavaciones no comenzaron hasta 1906, en parte estimuladas por la destrucción de la entrada monumental de la villa romana debido a las trabajos viarios
Entre 1909 y 1924, tuvo lugar una verdadera excavación de grandes termas. En cuanto al templo de Apolo, fue extraído en 1910 mientras que el foro, rodeado de pórticos, fue excavado entre 1942 y 1952. En 1955 los trabajos estabilizan las ruinas de las termas mientras que se encuentran un cierto número de vías entre 1957 y 1961, y permiten pasar de un monumento a otro, con lo que se puede tener una idea de la configuración de la ciudad antigua. Estos descubrimientos se hacen sin una verdadera investigación científica, ya que la meta principal del joven gobierno tunecino era dar empleo a una franja importante de la población local. Sin embargo, la contribución más importante del período es la preservación de lo esencial del yacimiento en el seno de un parque arqueológico, e impedir la instalación de casas en las laderas de Jebel R'bia.
A partir de 1972, las excavaciones franco-tunecinas realizadas por Azedine Beschaouch y Yvon Thébert retoman algunas investigaciones y, sobre todo, realizan algunas publicaciones sobre los antiguos descubrimientos dejados en suspenso.
Las comprobaciones de un siglo de investigaciones en el yacimiento se quedan a medio camino: a pesar de que las obras artísticas mayores han podido ser extraídas, igual que los elementos de la arquitectura original han suscitado un debate, la dispersión, la falta de rigor de las primeras excavaciones y la ausencia de publicaciones - lo único capaz de sostener las afirmaciones realizadas por los primeros excavadores - obligan frecuentemente a retomar cuando es posible el estudio sistemático de los edificios ya identificados, Antes de contemplar cualquier ampliación del perímetro excavado. En vista de estas nuevas excavaciones, los restos están ahora protegidos por un parque arqueológico que puede cumplir su función de protección, aunque no incluye el anfiteatro.

### Obras sobre Bulla Regia
- Azaiz Antit, Henri Broise et Yvon Thébert, « Les environs immédiats de Bulla Regia », Recherches archéologiques franco-tunisiennes à Bulla Regia. Miscellanea, tome I, éd. École française de Rome, Rome, 1983, pp. 135–190
- Azedine Beschaouch, Roger Hanoune et Yvon Thébert, Les ruines de Bulla Regia, éd. École française de Rome, Rome, 1977
- Moheddine Chaouali, Bulla Regia, Bulla la Royale, éd. Simpact, Tunis, 2010
- Raquel Rubio González, La decoración musiva y pictórica de ámbito privado en Bulla Regia (Túnez) / La decorazione musiva e pittorica di ambito privato a Bulla Regia (Tunisia), [Tesis doctoral] Universidad Complutense de Madrid, 2020. https://hdl.handle.net/20.500.14352/11193
- Raquel Rubio González, « El culto doméstico en el África Proconsularis: el caso de Bulla Regia » en F. Salcedo Garcés, J. García Sánchez y R. Rubio González Dinámicas históricas, religiosas e iconográficas en el Norte de África. Estudios sobre el África Romana III, Archaeopress Roman Archeology 112, Oxford, 2024, pp.  139-162.
- Roger Hanoune, « Une mosaïque de cella de temple à Bulla Regia (Tunisie) », Colloque sur la mosaïque gréco-romaine, VII-2, Tunis, 1994, pp. 747–750
- Roger Hanoune, Recherches archéologiques franco-tunisiennes à Bulla Regia, tome IV « Les mosaïques », éd. École française de Rome, Rome, 1980 ISBN 2728300054
- Yvon Thébert, « La romanisation d’une cité indigène d’Afrique : Bulla Regia », Mélanges de l’École française de Rome, n.º85-1, 1973, pp. 247–312 (en ligne)
- Yvon Thébert, « Bulla Regia », L’Encyclopédie berbère, tome XI, éd. Edisud, Aix-en-Provence, 1992, pp. 1647–1653
- Yvon Thébert, « Bulla Regia », Dictionnaire de la civilisation phénicienne et punique, éd. Brepols Publishers, Turnhout, 1992

### Obras generales
- Aïcha Ben Abed-Ben Khader, Le musée du Bardo, éd. Cérès, Tunis, 1992 ISBN 997370083X
- Claude Briand-Ponsart et Christophe Hugoniot, L’Afrique romaine. De l’Atlantique à la Tripolitaine. 146 av. J.-C. - 533 apr. J.-C., éd. Armand Colin, Paris, 2005  ISBN 2200268386
- Paul Corbier et Marc Griesheimer, L’Afrique romaine. 146 av. J.-C. - 439 apr. J.-C., éd. Ellipses, Paris, 2005  ISBN 2729824413
- Jean-Claude Golvin, L’antiquité retrouvée, éd. Errance, Paris, 2003  ISBN 287772266X
- Pierre Gros, L’architecture romaine du début du siecle III à la fin du Haut-Empire, tome 1 « Monuments publics », éd. Picard, Paris, 1996  ISBN 2708405004
- Pierre Gros, L’architecture romaine du début du siecle III à la fin du Haut-Empire, tome 2 « Maisons, palais, villas et tombeaux », éd. Picard, Paris, 2001 ISBN 2708405330
- Christophe Hugoniot, Rome en Afrique. De la chute de Carthage aux débuts de la conquête arabe, éd. Flammarion, Paris, 2000     ISBN 2080830031
- Yann Le Bohec, Histoire de l’Afrique romaine, éd. Picard, Paris, 2005  ISBN 2708407511
- Édouard Lipinski [sous la dir. de], Dictionnaire de la civilisation phénicienne et punique, éd. Brépols, Paris, 1992  ISBN 2503500331
- Ammar Mahjoubi, Villes et structures de la province romaine d’Afrique, éd. Centre de publication universitaire, Tunis, 2000  ISBN 9973937953
- Guillemette Mansour, Tunisie, Musée à ciel ouvert, éd. Dad, Tunis, 2007 (deuxième édition)  ISBN 9973512130
- Hédi Slim et Nicolas Fauqué, La Tunisie antique. De Hannibal à saint Augustin, éd. Mengès, Paris, 2001 ISBN 285620421X
- Yvon Thébert, « Vie privée et architecture domestique en Afrique romaine », Histoire de la vie privée, tome I, éd. du Seuil, Paris, 1985
- Yvon Thébert, Thermes romains d’Afrique du Nord et leur contexte méditerranéen, éd. École française de Rome, Rome, 2003  ISBN 2728303983
- Mohamed Yacoub, Splendeurs des mosaïques de Tunisie, éd. Agence nationale du patrimoine, Tunis, 1995  ISBN 9973917235
- Collectif, La Tunisie, carrefour du monde antique, éd. Faton, Paris, 1995
- Collectif, L’Afrique romaine, 69-439, éd. Atlande, Neuilly-sur-Seine, 2006  ISBN 2350300021